# Plotin

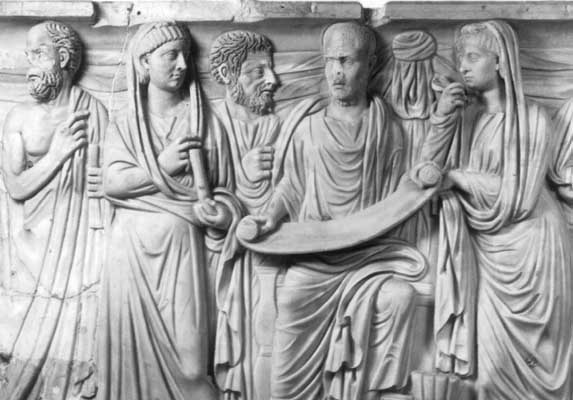
Mutmaßliche Darstellung Plotins auf einem Sarkophag im Museo Gregoriano Profano, Vatikanische Museen

Plotin (altgriechisch Πλωτῖνος Plōtínos, latinisiert Plotinus; * 205; † 270 auf einem Landgut in Kampanien) war ein antiker Philosoph.
Er war der Begründer und bekannteste Vertreter des Neuplatonismus. Seine Ausbildung erhielt er in Alexandria bei Ammonios Sakkas, von dem er maßgebliche Impulse empfing. Ab 244 lebte er in Rom, wo er eine Philosophenschule gründete, die er bis zu seiner tödlichen Erkrankung leitete. Er lehrte und schrieb in griechischer Sprache; seine Schriften waren für den Schülerkreis bestimmt und wurden erst nach seinem Tod einer breiteren Öffentlichkeit bekannt gemacht. In Kreisen der politischen Führungsschicht des Römischen Reichs erlangte er hohes Ansehen.
Plotin betrachtete sich nicht als Entdecker und Verkünder einer neuen Wahrheit, sondern als getreuen Interpreten der Lehre Platons, die nach seiner Überzeugung im Prinzip bereits alle wesentlichen Erkenntnisse enthielt. Sie bedurfte aus seiner Sicht nur einer korrekten Deutung mancher strittiger Einzelheiten und der Darlegung und Begründung bestimmter Konsequenzen aus ihren Aussagen. Als Vertreter eines idealistischen Monismus führte Plotin alle Phänomene und Vorgänge auf ein einziges immaterielles Grundprinzip zurück. Das Ziel seiner philosophischen Bemühungen bestand in der Annäherung an das „Eine“, das Grundprinzip der gesamten Wirklichkeit, bis hin zur Erfahrung der Vereinigung mit dem Einen. Als Voraussetzung dafür betrachtete er eine konsequent philosophische Lebensführung, die er für wichtiger hielt als das diskursive Philosophieren.

## Leben
Plotins Schriften enthalten keine biografisch verwertbaren Angaben. Die Lebensbeschreibung des Philosophen, die sein Schüler Porphyrios rund drei Jahrzehnte nach Plotins Tod verfasst hat, ist die einzige zeitgenössische Quelle; auf ihr fußt die spätere Überlieferung. Diese Biografie enthält zahlreiche Anekdoten. Sie gilt in der Forschung als glaubwürdig, besonders für den Zeitraum zwischen 263 und 268, über den Porphyrios als Augenzeuge berichtet.

### Jugend und Studienzeit
Das Geburtsjahr 205 ist anhand der Angaben des Porphyrios errechnet worden. Seinen Geburtstag hielt Plotin geheim, da er keine Geburtstagsfeier wünschte; auch über seine Herkunft äußerte er sich nie, da er solche Informationen nicht für mitteilenswert hielt. Der spätantike Neuplatoniker Proklos nahm ägyptische Abstammung an; dies ist auch in der modernen Forschung vermutet worden. Eunapios nennt als Geburtsort Lyko, womit wohl Lykonpolis gemeint ist, das heutige Asyut. Die Glaubwürdigkeit dieser Angabe ist aber sehr zweifelhaft. Aus der Kindheit berichtet Porphyrios nur, Plotin habe ihm erzählt, dass er bis zu seinem achten Lebensjahr von seiner Amme gesäugt wurde, obwohl er schon zur Schule ging.
Seine philosophische Ausbildung begann Plotin erst 232 in Alexandria. Da ihm keiner der dortigen berühmten Lehrer zusagte, nahm ihn ein Freund zu dem Platoniker Ammonios Sakkas mit. Schon Ammonios’ erster Vortrag, den er hörte, gefiel ihm so, dass er sich ihm sogleich anschloss. Elf Jahre lang, bis zum Ende seiner Ausbildung, blieb Plotin bei Ammonios, dessen Lehre seine philosophischen Überzeugungen prägte. Dann verließ er Alexandria, um sich dem Heer Kaiser Gordians III. anzuschließen, das 243 von Antiochia aus zu einem Feldzug gegen das persische Sasanidenreich aufbrach. Seine Absicht war, sich im Orient mit der persischen und der indischen Philosophie vertraut zu machen. Nachdem aber die Römer in der Schlacht von Mesiche eine Niederlage erlitten hatten und der Kaiser Anfang 244 ums Leben gekommen war, musste Plotin nach Antiochia fliehen. Von dort begab er sich bald nach Rom, wo er sich dauerhaft niederließ.

### Lehrtätigkeit in Rom
In Rom erteilte Plotin einer anfangs kleinen Zahl von Schülern philosophischen Unterricht. Zunächst hielt er sich an eine Vereinbarung, die er mit zwei anderen Schülern des Ammonios, Origenes und Herennios, getroffen hatte. Die drei hatten sich verpflichtet, nichts von dem, was sie in den Vorträgen ihres verstorbenen Lehrers gehört hatten, zu veröffentlichen. Die Frage nach dem genauen Inhalt und dem Zweck dieser Verschwiegenheitsabsprache ist in der Forschung intensiv diskutiert worden. Als erst Herennios und später auch Origenes die Vereinbarung brachen, fühlte sich Plotin ebenfalls nicht mehr daran gebunden. 253/254 begann er seine schriftstellerische Tätigkeit.
Plotin legte Wert auf Interaktion mit seinen Hörern während des Unterrichts und ermutigte zu Zwischenfragen. Seine Lehrveranstaltungen waren daher kein bloßes Dozieren, sondern hatten eher Diskussionscharakter. Die dabei aufgeworfenen Probleme boten ihm und seinen Schülern Anlass zur Abfassung einzelner Schriften. Aus seiner Interpretation und Weiterentwicklung der Lehren des Ammonios entstand ein philosophisches System von besonderem Gepräge, der Neuplatonismus. Die kritische Auseinandersetzung mit Lehrmeinungen von Mittelplatonikern und Peripatetikern bildete einen wichtigen Teil des Unterrichts.
Herausragende Schüler Plotins waren Amelios Gentilianos (ab 246) und Porphyrios (ab 263). Porphyrios hatte zuvor in Athen bei dem berühmten Platoniker Longinos studiert. Zwischen der neuplatonischen Schulrichtung Plotins und der mittelplatonischen des Longinos bestanden Unterschiede in der Lehre, worüber eine Kontroversliteratur und ein lebhafter Meinungsaustausch entstanden. Plotin nahm Longinos nicht ernst; er betrachtete ihn nicht als Philosophen, sondern als Philologen. In den Kreisen vornehmer Römer fand der Neuplatonismus Anklang. Zu Plotins Hörern gehörte eine Reihe von Senatoren, darunter Rogatianus, Marcellus Or(r)ontius und Sabinillus (ordentlicher Konsul des Jahres 266 zusammen mit dem Kaiser), sowie der reiche Philosoph Castricius Firmus, ein besonders engagierter Neuplatoniker. Auch Frauen begeisterten sich für den Neuplatonismus und wurden eifrige Anhängerinnen Plotins.

### Philosophische Lebensweise und soziales Handeln
Der ab 260 als Alleinherrscher regierende, für kulturelle Belange aufgeschlossene Kaiser Gallienus und seine Ehefrau Salonina schätzten und förderten Plotin. Unter dem Eindruck der kaiserlichen Gunst fasste Plotin den Plan der Neubesiedlung einer verlassenen Stadt in Kampanien. Sie sollte nach den von Platon entworfenen Gesetzen regiert werden und Platonopolis heißen. Er selbst wollte mit seinen Schülern dorthin ziehen. Porphyrios berichtet, dieses Vorhaben habe dank Plotins Einfluss beim Kaiser gute Aussicht auf Verwirklichung gehabt, sei aber an Hofintrigen gescheitert.
Nicht nur als Philosophielehrer war Plotin in der politischen Führungsschicht angesehen. In Streitfällen wählte man ihn gern als Schiedsrichter. Viele vornehme Römer bestimmten ihn vor ihrem Tod zum Vormund ihrer noch unmündigen Kinder. Sein Haus war daher voll von Heranwachsenden beiderlei Geschlechts, deren Vermögen er gewissenhaft verwaltete. Bei der Erziehungstätigkeit kam ihm seine von Porphyrios gerühmte außergewöhnliche Menschenkenntnis zugute.
Wie bei den antiken Philosophen üblich fasste Plotin die Philosophie nicht als eine unverbindliche Beschäftigung mit gedanklichen Konstrukten auf, sondern als ideale Lebensweise, die im Alltag konsequent zu verwirklichen war. Dazu gehörte für ihn eine asketische Ernährung, wenig Schlaf und unablässige Konzentration auf den eigenen Geist bei allen Tätigkeiten. Das Erkenntnisstreben war bei ihm zugleich ein religiöses Erlösungsstreben. Sein religiöses Leben spielte sich aber nicht im Rahmen gemeinschaftlicher Betätigung nach den traditionellen Gepflogenheiten eines Kults ab, sondern bildete einen strikt privaten Bereich. An den herkömmlichen religiösen Festen, Riten und Opfern beteiligte er sich nicht. Bekannt ist sein programmatischer Ausspruch, er nehme nicht am Gottesdienst teil, denn „jene (die Götter) müssen zu mir kommen, nicht ich zu ihnen“. Seine Aufmerksamkeit richtete sich auf die „formlose“ Gottheit, mit der er sich zu vereinigen strebte. Porphyrios schreibt, diese Vereinigung sei Plotin in den fünf Jahren, die sie zusammen verbrachten, viermal zuteilgeworden. Ein solches Erlebnis wird mit dem griechischen Fachbegriff „Henosis“ (Vereinigung, Einswerdung) bezeichnet.

### Letzte Lebensjahre
268 übersiedelte Porphyrios auf Plotins Rat nach Sizilien, um dort seine Melancholie zu kurieren. Im selben Jahr wurde Kaiser Gallienus ermordet. Bald darauf schied auch Amelios aus der Schule aus und reiste nach Syrien ab. Plotin, der schwer erkrankt war, musste seine Lehrtätigkeit einstellen. Da seine Krankheit – vermutlich Lepra oder Tuberkulose – mit ekelerregenden Symptomen verbunden war, mieden nun die meisten Schüler den Umgang mit ihm. 269 zog er nach Kampanien auf das Landgut seines bereits verstorbenen Schülers Zethos, von wo er nicht mehr zurückkehrte. Der Arzt Eustochios aus Alexandria, der zum Schülerkreis gehörte, übernahm die medizinische Betreuung des Schwerkranken. Castricius Firmus ließ den Philosophen von seinem in der Nähe von Minturnae gelegenen Landbesitz aus mit Lebensmitteln versorgen.
Als Plotin im Jahr 270 starb, hielt sich Porphyrios noch auf Sizilien auf, doch wurde er später durch Eustochios über die Ereignisse unterrichtet. Seine Schilderung des Todes des Philosophen ist berühmt. Er überliefert die letzten Worte des Sterbenden, der es als sein Ziel bezeichnete, „das Göttliche in uns emporzuheben zum Göttlichen im All“. Dann sei eine Schlange unter seinem Bett durchgekrochen und in ein Loch in der Wand geschlüpft. Damit spielt Porphyrios auf die Seelenschlange an. Die beim Tod entweichende Seele pflegte man sich in der Gestalt eines Vogels oder einer Schlange vorzustellen.

## Ikonografie

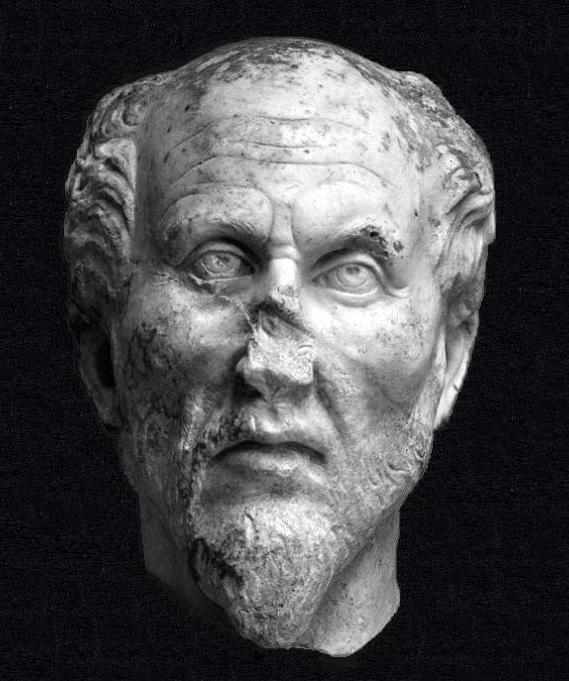
Einer der Köpfe aus der Zeit vor 235, die oft irrig als Darstellungen Plotins abgebildet werden

Wie Porphyrios berichtet, lehnte Plotin ab, sich von einem Maler oder Bildhauer porträtieren zu lassen, denn sein Körper sei als materielles Objekt nur ein vergängliches Abbild einer geistigen Realität und als solches nicht sehenswert; von diesem Abbild ein Abbild anzufertigen sei abwegig. Damit stellte sich Plotin in die Tradition der platonischen Kritik an der bildenden Kunst. Amelios veranlasste aber den Maler Carterius, aus dem Gedächtnis ein Bild Plotins zu malen, das nach Porphyrios’ Urteil lebensecht ausfiel.
Verschiedentlich wurde versucht, Plotin mit Philosophen zu identifizieren, die in erhaltenen Werken antiker Bildhauerkunst ohne Namensangaben dargestellt sind. Zu diesen gehören fünf Marmorköpfe, von denen drei in Ostia Antica gefunden wurden. Vier von ihnen sind Kopien desselben Typus, der fünfte zeigt eine andere Person. Sie stammen aber nach heutigem Forschungsstand aus der Zeit der Severer und kommen daher chronologisch nicht in Betracht. Aufgrund der Vermutung, es handle sich um Plotin, wurden sie im 20. Jahrhundert häufig als Plotinbüsten abgebildet. Daher war die irrige Meinung verbreitet, Plotins Aussehen sei bekannt.
Auf einem Sarkophag im Museo Gregoriano Profano, das zu den Vatikanischen Museen gehört, ist in einer Gruppe ein Philosoph zu sehen, bei dem es sich möglicherweise um Plotin handelt, doch ist diese Annahme spekulativ.

## Werk
Die schriftstellerische Tätigkeit Plotins setzte erst 253/254 ein und dauerte bis kurz vor seinem Tod. Ursprünglich waren seine Schriften formlose, nur für den Schülerkreis gedachte Aufzeichnungen von Gedankengängen; sie wurden vom Autor nicht einmal mit Titeln versehen. Nachdem Porphyrios 263 in die Schule eingetreten war, intensivierte Plotin auf Bitten von Porphyrios und Amelios seine schriftstellerische Tätigkeit. Nach Porphyrios’ Übersicht kamen zu den 21 vor 263 verfassten Abhandlungen 24 weitere aus dem Zeitraum von 263 bis 268 hinzu; nach Porphyrios’ Abreise (268) entstanden noch neun. Diese Zahlen beruhen allerdings auf der von Porphyrios teils willkürlich geänderten Aufteilung von Plotins Nachlass in Einzelschriften, deren nachträgliche, aus dem Schülerkreis stammende Betitelung sich einbürgerte.

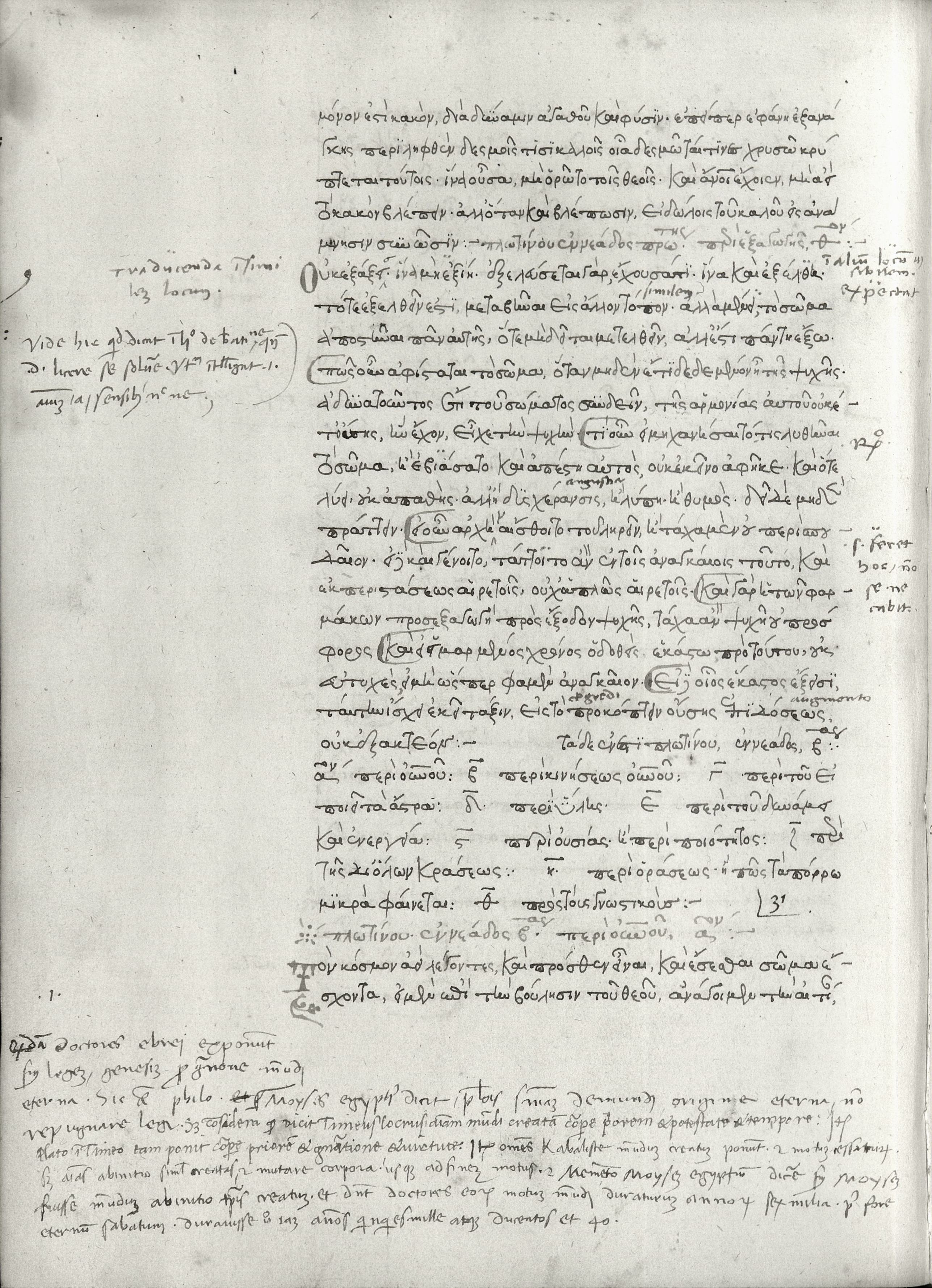
Eine Seite einer Handschrift der Enneaden, die im Jahr 1460 in Florenz von dem Schreiber Johannes Skutariotes geschrieben wurde. Randnotizen von Marsilio Ficino. Paris, Bibliothèque nationale de France, Gr. 1816

Als Autor konzentrierte sich Plotin auf den Inhalt seiner Darlegungen und bemühte sich nicht um eine literarisch-stilistische Ausarbeitung. Er setzte zwar Stilmittel ein, aber nur zur Erhellung der philosophischen Gedankengänge, nicht um der Gefälligkeit des Ausdrucks willen. Die Rechtschreibung war ihm gleichgültig. Obwohl seine Lehre ein zusammenhängendes Gedankensystem bildete, versuchte er nie eine systematische Gesamtdarstellung zu geben, sondern erörterte nur einzelne Themen und Probleme. Wenn er eine Frage für sich geklärt hatte, schrieb er seine Gedanken flüssig in einem Zug nieder; nie las er das Geschriebene durch, um es zu korrigieren und zu überarbeiten. Wegen seiner schwachen Sehkraft fiel ihm das Lesen schwer. Daher übertrug er Porphyrios die Aufgabe, seine Schriften zu sammeln, zu ordnen und herauszugeben. Erst rund drei Jahrzehnte nach Plotins Tod erfüllte Porphyrios, als er sich selbst schon seinem Lebensende näherte, diesen Auftrag.
Porphyrios entschied sich als Herausgeber gegen eine chronologische Ordnung; er zog eine Gruppierung nach inhaltlichen Gesichtspunkten vor. Zu diesem Zweck teilte er Plotins Nachlass in 54 Einzelschriften auf und bildete daraus sechs Gruppen von jeweils neun Schriften. Nach dieser Ordnung sind die gesammelten Werke Plotins unter der Bezeichnung Enneaden – „Neunheiten“, „Neuner(gruppen)“ – bekannt. Dank der gewissenhaften Herausgebertätigkeit des Porphyrios ist das Gesamtwerk Plotins vollständig erhalten geblieben und sogar eine chronologische Gruppierung überliefert. In seiner Lebensbeschreibung Plotins, die er der Sammlung vorangestellt hat, zählt Porphyrios die Schriften auf und ordnet sie den Schaffensperioden des Autors zu. Da die Titel der einzelnen Schriften nicht von Plotin stammen, pflegt man sie beim Zitieren nicht zu nennen.

## Lehre
Plotin betrachtete sich nicht als Neuerer und Erfinder eines neuartigen Systems. Vielmehr legte er Wert darauf, ein treuer Anhänger der Lehre Platons zu sein. Bei seiner Anknüpfung an Platon stützte er sich vor allem auf dessen Dialog Parmenides. Er war der Überzeugung, seine Philosophie sei konsequent aus Platons Darlegungen abgeleitet, sie sei eine authentische Interpretation und bruchlose Fortsetzung des ursprünglichen Platonismus und er formuliere explizit, was bei Platon auf „unentfaltete“ Weise ausgedrückt sei. Die Berechtigung dieser Sichtweise ist unter Philosophiehistorikern seit langem umstritten. Erst seit dem späten 18. Jahrhundert wird der Neuplatonismus als solcher bezeichnet und von der älteren Tradition der Platonauslegung abgegrenzt.
Zur Begründung für seine Bevorzugung des Platonismus gab Plotin an, Platon habe sich klar und ausführlich geäußert und seine Darlegungen seien meisterhaft, die Vorsokratiker hingegen hätten sich mit dunklen Andeutungen begnügt. Außerdem machte er geltend, Platon habe als einziger die absolute Transzendenz des höchsten Prinzips erkannt. Mit dem Gedankengut anderer Philosophenschulen – der Stoiker und der Peripatetiker – setzte er sich auseinander. Er übernahm daraus Ansätze, die ihm mit dem Platonismus vereinbar schienen, andere Ideen verwarf er. Unplatonische Vorstellungen aus orientalischen religiösen Bewegungen (Gnosis, Zoroastrismus, Christentum) bekämpfte er nachdrücklich, indem er entweder eine schriftliche Entgegnung formulierte oder einen Schüler mit der Widerlegung beauftragte. Im Unterschied zu anderen Platonikern berief er sich nie auf orientalische Weisheit, sondern ausschließlich auf die griechische Tradition.

### Ontologie und Kosmologie
Grundlegend ist für Plotin die Scheidung der gesamten Vielfalt der Dinge in eine übergeordnete, rein geistige (intelligible) Welt (kósmos noētós) und eine untergeordnete, sinnlich wahrnehmbare Welt (kósmos aisthētós). Das Unterordnungsverhältnis dieser beiden Bereiche ist der markanteste Ausdruck der hierarchisch abgestuften ontologischen Ordnung der Gesamtwirklichkeit. Bei der detaillierten Ausarbeitung dieses Ordnungssystems geht Plotin von einschlägigen Hinweisen Platons aus. Der den Sinnen unzugängliche Teil der Gesamtwirklichkeit gliedert sich nach seiner Lehre in drei Bereiche: das Eine, den absoluten, überindividuellen Geist (nous oder nus) samt den platonischen Ideen und das Seelische (Weltseele und andere Seelen). Die sinnlich wahrnehmbare Welt ist das Ergebnis einer Einwirkung aus der geistigen Welt auf die formlose Urmaterie, in der dadurch die Gestalten der verschiedenen Sinnesobjekte in Erscheinung treten.

#### Das Eine
Den Ausgangspunkt für die Existenz des Unterscheidbaren, das dem Prinzip der Pluralität oder Vielzahl zugeordnet ist, muss nach Plotins Überzeugung notwendigerweise etwas Einfaches, Undifferenziertes bilden. Die Erkenntnis schreitet vom Komplexeren zum Einfacheren fort. Alles Zusammengesetzte und Mannigfaltige lässt sich auf etwas Einfacheres zurückführen. Das Einfachere ist dem Komplexeren übergeordnet in dem Sinn, dass es die Ursache für dessen Existenz bildet. Daher ist das Einfachere das Höherrangige, denn es bedarf des Komplexeren in keiner Weise, während umgekehrt das Komplexere ohne das Einfachere nicht existieren kann. Gegenüber dem Einfachen ist das Komplexe stets mangelhaft. Letztlich muss ein gedankliches Voranschreiten vom Komplexeren zum Einfacheren zu einem Einfachsten führen. Das Einfachste kann auf nichts anderes mehr rückführbar sein; hier muss man „haltmachen“, sonst träte ein infiniter Regress (Fortschreiten ins Endlose) ein. Mit dem Einfachsten ist somit der höchste mögliche Bereich der Gesamtwirklichkeit erreicht. Dieses schlechthin Einfache nennt Plotin „das Eine“ (griechisch τὸ ἕν to hen). Es kann als äußerster Gegensatz zum Differenzierten und Mannigfaltigen keine Unterscheidung enthalten, weder eine Zweiheit noch sonstige Pluralität. In diesem Zusammenhang erinnert Plotin daran, dass die Pythagoreer mit Bezugnahme auf den Namen des Gottes Apollon das Eine auch den „Nichtvielen“ nannten. Sie wollten den Gedanken der göttlichen Einheit auch mit einer (allerdings falschen) Etymologie des Gottesnamens begründen, indem sie „Apollon“ von a, „nicht“, und polloí, „viele“ ableiteten. Da Plotin ausnahmslos alles, was geistig oder physisch existiert, auf das Eine zurückführt, ist seine Philosophie monistisch.
Als Ursprung und Existenzgrund aller Dinge ist das Eine das Höchste, was es geben kann. In einer religiösen Terminologie käme ihm faktisch die Rolle der obersten Gottheit zu. Eine solche Bestimmung wäre jedoch bereits eine unangemessene Differenzierung, denn jede Bestimmung impliziert einen Unterschied und damit eine Nicht-Einheit. Aus diesem Grund ist es auch unzulässig, dem Einen Merkmale zuzuschreiben, die als göttlich gelten, etwa es mit dem Guten oder dem Sein zu identifizieren. Vielmehr ist das Eine weder seiend noch nichtseiend, sondern überseiend, und weder gut noch schlecht, sondern jenseits solcher Begrifflichkeit. Aus dem Blickwinkel des Denkenden erscheint es als etwas Höheres, Erstrebenswertes und damit Gutes, aber für sich selbst ist es nicht gut. Man kann nicht einmal wahrheitsgemäß aussagen, dass das Eine „ist“, denn das Sein als Gegenteil des Nichtseins oder das vollkommene Sein im Gegensatz zu einem geminderten Sein setzt bereits eine Unterscheidung voraus und damit etwas, was dem Einen nachgeordnet ist. Genau genommen ist auch die Bestimmung des Einen als „Eines“, als einfach oder einheitlich im Sinne eines Gegensatzes zur Pluralität eine Verkennung seiner wahren, gegensatzfreien Natur, über die paradoxerweise überhaupt keine zutreffende Aussage möglich ist. Das Eine ist „unsagbar“ (árrhēton). Wenn Plotin dennoch Aussagen über das Eine macht, so pflegt er solche Feststellungen mit Einschränkungen wie „gleichsam“, „gewissermaßen“ (hoíon) zu versehen. Damit stellt er klar, dass diese Begriffe hier nicht in ihrer gewöhnlichen Bedeutung gemeint sind, sondern nur etwas andeuten sollen, was er nur unzulänglich ausdrücken kann.
Das Eine bleibt somit einem verstandesmäßigen, diskursiven Begreifen prinzipiell entzogen. Dennoch zwingt nach Plotins Auffassung die Vernunft zur Annahme des Einen. Außerdem meint er, es gebe einen übervernünftigen Zugang zum Einen, da es erlebt werden könne. Dies werde möglich, wenn man sich nach innen wende und nicht nur das Sinnliche, sondern auch alles Geistige hinter sich lasse. Einen solchen Vollzug der Annäherung an das Eine und Vereinigung mit ihm hat Plotin nach Porphyrios’ Angaben als wiederholtes Erlebnis für sich selbst in Anspruch genommen. Wegen seiner Behauptung, es gebe eine das Denken übersteigende Erfahrung einer höchsten Wirklichkeit, wird Plotin oft als Mystiker bezeichnet. Dabei ist allerdings zu beachten, dass dieser Begriff (im heutigen Sinne) damals nicht existierte und dass keine derartige Selbstbezeichnung Plotins überliefert ist.

#### Der Nous und die Ideen
In der ontologischen Hierarchie folgt auf das Eine unmittelbar der Nous (Geist, Intellekt), eine absolute, transzendente, überindividuelle Instanz. Der Nous geht aus dem Einen im Sinne einer überzeitlichen Kausalität hervor. Gemeint ist hier nicht ein Hervorbringen als Erschaffen im Sinne eines willentlichen Tuns des Einen, sondern eine Naturnotwendigkeit. Der Nous als ein bestimmtes Etwas entströmt dem undifferenzierten Einen (Emanation), doch ohne dass die Quelle selbst davon betroffen ist und sich dabei irgendwie verändert. Damit entsteht zugleich, da Eines und Nous zweierlei sind, das Prinzip der Zweiheit und Unterschiedlichkeit. Tätigkeitswörter wie Hervorgehen, Überfließen oder Entstehen, die auf ein Werden deuten, sind allerdings in diesem Zusammenhang nicht wörtlich aufzufassen, sondern nur metaphorisch. Der „Hervorgang“ (próhodos) ist nicht als zeitlicher Vorgang im Sinne eines Daseinsbeginns zu einem bestimmten Zeitpunkt oder in einem bestimmten Zeitraum zu verstehen. Plotin meint damit nur, dass das Hervorgehende seine Existenz dem verdankt, aus dem es hervorgeht, und ihm daher untergeordnet ist. Die Emanation veranschaulicht Plotin mit dem Bild der Sonne oder auch einer Quelle. Von der Sonne gehen unablässig Lichtstrahlen aus, ohne dass sie selbst dabei (nach damaliger Vorstellung) eine Einbuße oder sonstige Veränderung erleidet.
Im Unterschied zum Einen gehört der Nous zu den Dingen, denen bestimmte Merkmale zugeordnet werden können; insbesondere kann er als seiend bezeichnet werden. Er bildet den obersten Bereich der „Seiendheit“ oder Substanz (Ousia). Im Neuplatonismus ist das Sein in Bezug auf ein Ding nicht einfach vorhanden oder nicht vorhanden, sondern es ist abgestuft: Es gibt ein Sein im vollen Sinne und ein eingeschränktes oder gemindertes, mehr oder weniger „uneigentliches“ oder schattenhaftes Sein. Nur dem Nous als oberstem Teil des Seinsbereichs kommt das Sein uneingeschränkt im vollen und eigentlichen Sinne zu. Daher ist für Plotin die Sphäre des Geistes und des Denkens mit derjenigen des wirklichen Seins identisch; ihre Wesensmerkmale Sein und Denken fallen zusammen. „Dasselbe ist Denken und Sein“ lautet ein von Plotin zitierter Grundsatz des Vorsokratikers Parmenides.
Den Grundsatz, dass das Sein (im eigentlichen Sinne) das Denken ist, kombiniert Plotin mit der Ideenlehre Platons. Wenn sich der menschliche Intellekt nicht den sinnlich wahrnehmbaren Einzeldingen in ihrer Besonderheit zuwendet, sondern den ihnen zugrunde liegenden platonischen Ideen, dann betritt er damit die Denkwelt, das Reich des Nous. Dort begegnet ihm das Schöne und Gute, insoweit es sich nicht in stets mangelhaften Einzelobjekten zeigt, sondern an und für sich in seiner Vollkommenheit existiert. Wenn die Denkinhalte in ihrem Dasein an und für sich als platonische Ideen erfasst werden, werden sie gedacht. Solches Denken ist nicht ein diskursives Folgern, sondern ein unmittelbares geistiges Ergreifen des Gedachten. Das Gedachte ist nirgends anders zu finden als in der Denkwelt. Die Objekte des Denkens sind die Inhalte des Nous, der aus nichts anderem als der Gesamtheit der platonischen Ideen besteht.
So gelangt Plotin zu seinem berühmten, für seine Philosophie charakteristischen Lehrsatz: Die Ideen existieren nur innerhalb des Nous. Manche Mittelplatoniker hatten die Ideen als etwas vom Nous Produziertes und ihm somit Untergeordnetes aufgefasst und daher unterhalb des Nous verortet. Dem widerspricht Plotin mit dem Argument, dass in diesem Fall der Nous leer wäre. Leerheit widerspräche aber seinem Wesen als sich selbst denkender Geist. Hätte er keinen eigenen Inhalt, so könnte er sich nicht selbst denken. Vielmehr müsste er sich, um überhaupt denken zu können, etwas ihm Nachgeordnetem zuwenden, den von ihm selbst hervorgebrachten Denkobjekten. Dann wäre er hinsichtlich seines Wesens, das im Denken besteht, von seinen eigenen Erzeugnissen abhängig. Damit wäre er der Ungewissheit und der Täuschung ausgeliefert, da er nicht zu den Ideen selbst, sondern nur zu Abbildern von ihnen, die er in sich erzeugen müsste, unmittelbaren Zugang hätte. Diese Vorstellung hält Plotin für absurd. Wie schon Aristoteles ist er der Überzeugung, dass der Nous sich selbst denkt und dass sein Denken ausschließlich auf ihn selbst bezogen ist. Im Unterschied zu Aristoteles verbindet er diese Überzeugung aber mit der Lehre von der objektiven Realität der platonischen Ideen.
Wenn bei Plotin vom Nous die Rede ist, so ist mit dem in diesem Zusammenhang verwendeten Begriff „Denken“ nicht eine bloß subjektive mentale Tätigkeit gemeint. Es besteht keine Analogie zwischen dem Denken des Nous und der Vorstellung von einem menschlichen Individuum, das im subjektiven Denkakt Gedanken erzeugt. Der Nous ist vielmehr eine objektive Realität, eine unabhängig von den denkenden Einzelwesen existierende Denkwelt, zu der die einzelnen denkenden Individuen Zugang haben. Das dieser objektiven Realität zugewandte Individuum produziert keine eigenen Gedanken, sondern ergreift durch seine Teilhabe am Reich des Geistes dessen Inhalte. In diesem Ergreifen besteht sein individuelles Denken.
Der Nous ist, insoweit er nichts als reiner Geist ist, seinem Wesen nach einheitlich. Da er eine Vielzahl von Ideen umfasst, ist er aber zugleich eine Vielheit. Weil nur den Ideen das eigentliche Sein zukommt, ist der Nous zugleich die Gesamtheit der wirklich seienden Dinge. Außerhalb von ihm gibt es nur uneigentliches, mehr oder weniger gemindertes Sein. Die Anzahl der Denkobjekte, welche die Inhalte des Nous sind, hält Plotin für endlich, da aus seiner Sicht eine unendliche Anzahl als größtmögliche Absonderung, Vereinzelung und Entfernung von der Einheit eine Verarmung der einzelnen Objekte wäre, die mit der Vollkommenheit des Nous nicht vereinbar ist. Das Selbstbewusstsein des Nous betrachtet er nicht als reflexiv, da es sich nicht selbst thematisieren kann. Würde der Geist denken, dass er denkt, so wäre dieser Sachverhalt wiederum Gegenstand des Denkens, was in einen infiniten Regress führt. Vielmehr nimmt Plotin eine zusammensetzungslose Einheit und Identität von Denkendem, Gedachtem und Denkakt an. Eine Strukturierung ist nur aus der Perspektive eines diskursiv begreifenden Betrachters erforderlich.
Während das Eine nicht für sich selbst gut ist, sondern nur aus der Perspektive eines unter ihm stehenden Anderen als gut erscheint, ist der Nous an und für sich gut, denn er weist das Höchstmaß an Vollkommenheit auf, das einem Seienden zu eigen sein kann.
Ob Plotin Ideen von Individuellem annahm und damit dem Individuellen als solchem eine Präsenz im Nous zubilligte, ist in der Forschung umstritten. Überwiegend glaubt man, dass er dies tat.

#### Der Bereich des Seelischen
An den Nous schließt sich die nächstniedrige Hypostase (Wirklichkeitsebene) an, der Bereich des Seelischen. Auch dieser Bereich ist nicht sinnlich wahrnehmbar. Das Seelische bildet den untersten Bereich der rein geistigen Welt; unmittelbar darunter beginnt die Sphäre der Sinnesobjekte. Wie der Nous aus dem Einen geht das Seelische aus dem Nous durch Emanation hervor; es ist eine Selbstentfaltung des Geistes nach außen. Auch hier ist das Hervorgehen nur als Metapher für ein ontologisches Abhängigkeitsverhältnis zu verstehen; es handelt sich nicht um eine Entstehung in der Zeit. Die Seele existiert wie alles Geistige in der Ewigkeit, sie ist ungeschaffen und unvergänglich. Zum Nous verhält sie sich wie Materie zur Form.
Der platonischen Tradition folgend argumentiert Plotin für die Unkörperlichkeit der Seele, die von den Stoikern bestritten wird. Er wendet sich auch gegen die Ansicht, die Seele sei eine bloße Harmonie, wie manche Pythagoreer glaubten, oder nur die Entelechie des Körpers, wie Aristoteles meinte. Für ihn ist die Seele vielmehr eine unveränderliche Substanz, die sich aus eigener Kraft bewegt und keinen Körper benötigt. Das gilt auch für die Seelen der Tiere und Pflanzen.
Die Seele ist das Organisationsprinzip und die belebende Instanz der Welt. Das Seelische betrachtet Plotin als eine Einheit, unter diesem Aspekt nennt er es die „Gesamtseele“ (hē hólē psychḗ). Die Gesamtseele tritt einerseits als Weltseele in Erscheinung, andererseits als die Vielzahl der Seelen der Gestirne und der verschiedenen irdischen Lebewesen. Die Weltseele belebt den ganzen Kosmos, die Einzelseele einen bestimmten Körper, mit dem sie sich verbunden hat. Es gibt nur eine einzige, einheitliche Seelensubstanz. Daher unterscheiden sich die einzelnen Seelen nicht durch besondere Wesensmerkmale, sondern jede Einzelseele ist mit der Weltseele und mit jeder anderen Einzelseele hinsichtlich ihres Wesens identisch. Wenn Plotin von „der Seele“ spricht, kann somit jede beliebige Seele gemeint sein.
Die Weltseele unterscheidet sich allerdings von einer menschlichen Seele dadurch, dass der Körper der Weltseele der ewige Kosmos ist und der Körper der menschlichen Seele ein vergänglicher Menschenleib. Die einzelnen Seelen sind alle untereinander und mit der Weltseele eng verbunden, da sie von Natur aus eine Einheit bilden. Ihre Wesensgleichheit mit der Weltseele bedeutet aber nicht, dass sie Bestandteile von ihr sind; die Individualität der Seelen bleibt stets gewahrt. Trotz der Wesensgleichheit der einzelnen Seelen bestehen Rangunterschiede zwischen ihnen, da sie ihre gemeinsame geistige Natur in unterschiedlichem Ausmaß verwirklichen. Neben den wechselnden Daseinsbedingungen der einzelnen Seelen, die deren Entfaltungsmöglichkeiten unterschiedlich beeinflussen, gibt es auch naturgegebene, nicht zeitbedingte Rangunterschiede.
Als Hervorbringung des Nous hat die Seele an ihm Anteil, was sich darin äußert, dass sie zum Denken und zur Wahrnehmung der Ideen befähigt ist. Sie „wird“ gleichsam das, was sie jeweils aufsucht. Durch „Aneignung“ (oikeíōsis) vereint sie sich damit. Wenn sie sich dem Nous zuwendet und in seinem Reich aufhält, ist sie selbst Nous. Das Eine erreicht sie, indem sie mit ihm eins wird. Doch nicht immer wendet sie sich Höherem zu. Sie steht an der Grenze zwischen der geistigen und der sinnlichen Welt und so fallen ihr im Rahmen der Weltordnung auch Aufgaben zu, welche sich auf die unter ihr liegende Sphäre der materiellen, sinnlich wahrnehmbaren Dinge beziehen. Als Weltseele ist sie die Schöpferin und Lenkerin des physischen Kosmos. Als Einzelseele ist sie mit denselben schöpferischen Fähigkeiten ausgestattet wie die Weltseele, und durch ihre Einheit mit der Weltseele ist sie Mitschöpferin; so gesehen erschafft jede einzelne Seele den Kosmos.
Zwischen der Weltseele und den Seelen auf der Erde besteht hinsichtlich ihrer Funktionen ein wichtiger Unterschied darin, dass die Weltseele immer in der geistigen Welt verbleibt und von dort aus das Weltall mühelos beseelt und lenkt, während die Seelen auf der Erde in die Körperwelt hinabgestiegen sind. Die Weltseele befindet sich in einem Zustand unbeeinträchtigter Seligkeit, da sie ihre Heimat nicht verlässt. Sie orientiert sich ausschließlich am Nous. Auf der Erde hingegen sind die Seelen Gefahren ausgesetzt und unterliegen vielen Beeinträchtigungen, je nach ihren dortigen Lebensumständen und der Beschaffenheit ihrer jeweiligen Körper.

#### Materie und Körperwelt
Die materielle Welt der Sinnesobjekte wird von „der Seele“ – der Weltseele und den übrigen Seelen als Mitschöpfern – hervorgebracht und belebt. Dabei stützt sich die Seele auf ihre Verbundenheit mit dem Nous, der mitwirkt. Da Plotin wie zahlreiche Platoniker den Schöpfungsbericht in Platons Dialog Timaios nicht wörtlich, sondern in einem übertragenen Sinn auffasst, nimmt er für die physische Welt ebenso wie für die geistige keine Erschaffung in der Zeit an. Die Erde als Zentrum der Welt und die Gestirne existieren ewig, ebenso wie die Seele, zu deren natürlicher Bestimmung es gehört, das Physische ewig hervorzubringen. Da die Seele einerseits zur Ideenwelt des Nous, andererseits zur materiellen Sphäre Zugang hat, ist sie die Vermittlerin, die dem Materiellen einen Anteil am Geistigen verschafft. Sie bringt die Ideen in die formlose Urmaterie hinein und erschafft damit die Körper, deren Dasein darauf beruht, dass der Materie Form verliehen wird. Die sichtbaren Formen, zu denen die Seele die Materie gestaltet, sind Abbilder der Ideen. Beispielsweise kommt körperliche Schönheit dadurch zustande, dass die Seele ein Stück Materie so formt, dass es Anteil am geistig Schönen erhält.
Der Schöpfungsvorgang vollzieht sich so, dass die Seele zunächst die platonischen Ideen diskursiv aneinanderreiht, ohne sie zu verbildlichen. Dies vollbringt sie auf der obersten Ebene ihrer schöpferischen Tätigkeit in der physischen Welt. Auf der nächstniedrigeren Ebene betätigt sich ihre Einbildungskraft (phantasía), die aus den Ideen immaterielle Bilder macht, welche die Seele innerlich anschaut. Erst auf der untersten Ebene werden aus den Bildern äußere Gegenstände, welche die Seele nun mittels sinnlicher Wahrnehmung (aísthēsis) erfasst.
Plotins Auffassung von der Materie (hýlē) geht von der einschlägigen Vorstellung und Terminologie des Aristoteles aus. Wie bei Aristoteles ist bei ihm die Materie an sich formlos und daher als solche nicht wahrnehmbar, doch entsteht alles sinnlich Wahrnehmbare dadurch, dass sie immer Formen aufnimmt. Alles Körperliche beruht auf einer Verbindung von Form und Materie. Dieses aristotelische Konzept baut Plotin in seinen Platonismus ein. An und für sich ist die Materie „nichts“, aristotelisch ausgedrückt reine Potenz, etwas nicht Verwirklichtes, nur als Möglichkeit Bestehendes. So gesehen ist die Materie als „Nichtseiendes“ dasjenige, was sich am stärksten von der geistigen Welt, dem Bereich der im eigentlichen Sinn seienden Dinge, unterscheidet. Damit ist sie das ontologisch Niedrigste und Unvollkommenste. Nichts kann dem Einen ferner stehen als sie. Wie das Eine ist sie bestimmungslos, aber aus entgegengesetztem Grund. Das Eine kann Bestimmungen nicht aufweisen, sondern nur spenden, die Materie kann sie ebenfalls an und für sich nicht besitzen, wohl aber aufnehmen. Die Materie, die den irdischen Dingen zugrunde liegt, kann das Empfangene allerdings nur zeitweilig behalten, sie vermischt sich nicht damit und es muss ihr früher oder später entgleiten. Daher sind die einzelnen irdischen Phänomene vergänglich, während die Materie als solche unwandelbar ist. Über die Materie kann wegen ihrer Bestimmungslosigkeit nur Negatives ausgesagt werden – das, was sie nicht ist. Eigenschaften weist sie nur dadurch auf, dass ihr von außen Formen verliehen werden. Weil sie selbst nicht auf eine bestimmte Art beschaffen ist, kann sie jede beliebige Form aufnehmen – anderenfalls wäre ihre eigene Beschaffenheit ein Hindernis. Zu den negativen Aussagen gehört, dass die Materie keine Begrenzung hat und dass sie absolut kraftlos ist und daher eine rein passive Rolle spielt.
Da der Nous als das Gute und Seiende bestimmt ist und nichts vom Sein weiter entfernt sein kann als die Materie, liegt aus platonischer Sicht die Folgerung nahe, dass die Materie etwas absolut Schlechtes oder Böses sei. Diese Konsequenz hat der Mittelplatoniker Numenios von Apameia, dessen Lehre Plotin intensiv studierte, tatsächlich gezogen. Sie führt mit der Annahme eines eigenständigen bösen Prinzips in den Dualismus. Auch Plotin bezeichnet die Materie als schlecht und hässlich; nichts kann schlechter sein als sie. Dabei ist aber zu beachten, dass dem Schlechten in Plotins monistischer Philosophie keine eigenständige Existenz zukommt, da Schlechtigkeit nur in der Abwesenheit des Guten besteht. Somit ist die Materie nicht in dem Sinne schlecht, dass ihr „Schlechtigkeit“ oder „Bösartigkeit“ als reale Eigenschaft zuzuordnen ist, sondern nur in dem Sinne, dass sie in der ontologischen Hierarchie am weitesten vom Guten entfernt ist. Außerdem kommt die formlose Urmaterie als solche nicht wirklich vor, sondern sie ist bei Plotin wie bei Aristoteles nur ein gedankliches Konstrukt. In Wirklichkeit unterliegt der physische Kosmos immer und überall der Leitung der Seele und damit der gestaltenden Einwirkung der formenden Ideen. Real gibt es Materie nur in Verbindung mit Formen. Daher ist die Unvollkommenheit der materiellen Objekte in der Praxis nie absolut, denn durch ihre Formen empfangen sie die Einwirkung der geistigen Welt. Allgemein gilt der Grundsatz, dass das Aufnehmende das Maß des Aufnehmens bestimmt. Das Niedrigere kann das Höhere nur insoweit empfangen, als seine begrenzte Aufnahmefähigkeit dies zulässt.
Da zwischen der Weltseele und allen anderen Seelen eine Einheit besteht und das ganze Weltall von einem einheitlichen seelischen Prinzip durchdrungen ist, gibt es ein Mitempfinden (sympátheia) zwischen allen Teilen des Alls. Diese Lehre übernimmt Plotin von der Stoa. Allerdings sieht er trotz dieser Verbundenheit der Dinge einen fundamentalen Unterschied zwischen der intelligiblen und der sinnlich wahrnehmbaren Welt darin, dass in der geistigen Welt jedes ihrer einzelnen Elemente zugleich das Ganze in sich trägt, während in der Körperwelt das Einzelne für sich existiert.
Neben der physischen, sinnlich wahrnehmbaren Materie nimmt Plotin auch eine geistige (intelligible) Materie an, womit er eine Überlegung des Aristoteles aufgreift und platonisch umdeutet. Er meint, dass auch die rein geistigen Dinge, die mit keiner physischen Materie verbunden sind, eines materiellen Substrates bedürfen. Ihre Vielheit bedeutet, dass sie sich voneinander unterscheiden. Das setzt für jedes von ihnen eine eigene Form voraus. Form ist aber für Plotin nur denkbar, wenn es außer einer formenden Instanz auch etwas Geformtes gibt. Daher hält er die Annahme einer allen Formen gemeinsamen intelligiblen Materie für erforderlich. Die intelligible Materie kommt ebenso wie die physische nicht ungeformt vor; im Unterschied zu ihr ist sie aber, wie alles Geistige, keinen Veränderungen unterworfen. Ein weiteres Argument Plotins lautet, dass allem Physischen, also auch der physischen Materie, in der geistigen Welt etwas Analoges als Vorbild zugrunde liegen müsse.

#### Zeit und Ewigkeit
Auf dem Gebiet der Zeitphilosophie fand Plotin in Platons Dialog Timaios nicht nur einzelne Anregungen, sondern ein Konzept, das er übernahm und ausbaute. Der griechische Begriff für Ewigkeit, aiṓn, bezeichnet ursprünglich Lebenskraft, Leben und Lebenszeit, auf den Kosmos bezogen dessen unbegrenzte Fortdauer, wobei die Fülle dessen, was ein langer oder endloser Zeitraum erbringen kann, impliziert ist. Daran knüpft Platon an. Er prägt aber den Begriff radikal philosophisch um, da aus seiner Sicht eine zeitliche Aneinanderreihung keine Fülle ergibt. Vielmehr ist alles, was sich im Verlauf der Zeit abspielt, durch Mangel charakterisiert: Vergangenes ist abhandengekommen, Künftiges noch nicht verwirklicht. Uneingeschränkte Fülle ist daher nur jenseits der Zeitlichkeit möglich. Daraus ergibt sich das Konzept einer Ewigkeit, die nicht eine lange oder unbegrenzte Dauer ist, sondern eine überzeitliche Gesamtheit des Seins. Durch die Aufhebung der Trennung von Vergangenem, Gegenwärtigem und Künftigem wird Vollkommenheit möglich. Die Ewigkeit verharrt im Einen, während der Zeitfluss, der ein ständiges Nacheinander von Früher und Später bedeutet, die Wirklichkeit aufspaltet. In der Sprache des Platonismus ausgedrückt ist die Ewigkeit das Urbild, die Zeit das Abbild.
Plotin übernimmt diesen Ewigkeitsbegriff. Er nähert sich ihm vom Aspekt der Lebendigkeit her, der in der ursprünglichen Wortbedeutung enthalten ist. Eine Gemeinsamkeit von Zeit (chrónos) und Ewigkeit (aiṓn) ist, dass beide als Erscheinungsformen des Lebens zu verstehen sind, wobei mit „Leben“ die Selbstentfaltung einer Ganzheit gemeint ist. Die geistige Welt ist durch zeitlose Ewigkeit charakterisiert, die physische durch den endlosen Zeitfluss. Wie alle Bestandteile des physischen Kosmos ist die Zeit ein Produkt der Seele und damit des Lebens, denn die Seele ist in der physischen Welt der erschaffende und belebende Faktor. Das Leben der Seele äußert sich darin, dass sich ihre Einheit als kosmische Vielheit zeigt. Ebenso ist auch die Ewigkeit des überzeitlich Seienden als eine Art von Leben aufzufassen. Auch hier versteht Plotin unter „Leben“ die Selbstentfaltung eines einheitlichen Ganzen (des Nous) in die Vielheit seiner Elemente (der Ideen). Dies bedeutet aber keine Aufspaltung der Einheit, denn die Elemente verbleiben in der Einheit des Ganzen. So wie die Ewigkeit auf der Selbstentfaltung des Nous basiert die Zeit auf der Selbstentfaltung der Seele. In der Zeit tritt die Einheit des Lebens der Seele in eine Vielheit auseinander, deren Elemente durch den Zeitfluss voneinander getrennt werden. Damit wird für die Seele das Ineinander der Ideenwelt zu einem geordneten Nacheinander einzelner Ideen – die Seele verzeitlicht sich.
Als Bestandteil der geistigen Welt gehört jede einzelne Seele eigentlich der ewigen Einheit des Geistigen an, doch ihr naturgegebener Wille zu einem Eigendasein ist die Ursache ihrer Vereinzelung. Da diese Vereinzelung als Abtrennung von der Ganzheit des Seins notwendigerweise eine Verarmung ist, besteht in der Seele der Impuls zur Beseitigung dieses Mangels an Fülle. Zeitlich ausgedrückt heißt das Rückkehr in die Einheit.
Das Streben nach Rückkehr zielt auf eine Veränderung, die sich im Bewusstsein der Seele abspielen muss. Das Bewusstsein unterscheidet zwischen dem Wissenden und dem Gewussten und erfasst abgetrennte Inhalte wie den Ist-Zustand und den Soll-Zustand, die es zueinander in Beziehung bringt. Das ist nur als diskursiver Vorgang möglich und setzt daher Zeit voraus. Aus diesem Grund benötigt und erzeugt die Einzelseele eine von ihr individuell erlebte Zeit, ihre spezifische Vergangenheit, Gegenwart und Zukunft. Obwohl somit die Wirklichkeit des Lebens zeitlich aufgespalten wird, verliert die Seele dabei nicht ihre naturgegebene Teilhabe an der Einheit des Nous. Daher kann sie Erinnerung erzeugen, Vergangenheit, Gegenwart und Zukunft in einen Zusammenhang bringen und so die Zeit als Kontinuum erfassen; anderenfalls würde die Zeit in ein unverbundenes Nacheinander isolierter Augenblicke zerfallen. Da die Seele ein bestimmtes Ziel anstrebt, ist die von ihr geschaffene Zeit zukunftsgerichtet und die Aufeinanderfolge der Ereignisse immer entsprechend geordnet. Im Gegensatz zu menschlichen Seelen haben göttliche Seelen (Weltseele, Gestirnseelen) keine Erinnerung, da sie nicht in die Zeit hinabgestürzt sind.

### Ethik
Plotins Ethik ist stets auf das Heil des Philosophen bezogen, der eine Entscheidung zu fällen hat. Bei allen Überlegungen darüber, was man tun oder lassen soll, steht die Frage im Mittelpunkt, welche Konsequenzen ein bestimmtes Verhalten für den Philosophen selbst hat, ob es sein philosophisches Streben hemmt oder fördert. Diesem Gesichtspunkt wird alles andere untergeordnet. Wie in allen ethischen Theorien der antiken Platoniker ist auch hier die Erlangung und Pflege der Tugenden (aretaí) ein zentrales Anliegen. Ein großer Unterschied zum Denken Platons besteht aber darin, dass der Philosoph nicht in seiner Eigenschaft als Staatsbürger und Teil einer sozialen Gemeinschaft ins Auge gefasst wird. Der für Sokrates und Platon wichtige Dienst am Staat, die Unterordnung persönlicher Bestrebungen unter das Staatswohl spielt in Plotins Lehre keine Rolle. Seine von Porphyrios bezeugte Absicht, eine nach Platons Vorstellungen vom Idealstaat organisierte Siedlung zu gründen, findet in seinen Schriften keinen Widerhall. Berühmt ist seine in philosophischer Literatur oft zitierte Formulierung, die philosophische Lebensweise sei ein „Abscheiden von allem anderen, was hier ist, […] Flucht des Einsamen zum Einen“.
Alles Handeln zielt für Plotin letztlich auf ein Betrachten als Zweckursache ab. Der Mensch handelt, weil er das von ihm Geschaffene bzw. Beschaffte als Schauobjekt zu gewinnen trachtet. Wenn er zu innerer Schau (theōría) der Ideen nicht in der Lage ist, verschafft er sich als Ersatz dafür gegenständliche Objekte, in denen die Ideen abgebildet sind. Da das Bedürfnis nach Schau das Motiv allen Tuns ist, kommt der Betrachtung und damit der Innenwelt des Subjekts ein prinzipieller Vorrang gegenüber jeder praktischen Bezugnahme auf die Außenwelt zu.
Das Wohl der Person ist für Plotin identisch mit dem Wohl der Seele, denn die Seele allein ist die Person. Da der Körper kein Bestandteil der Person, sondern nur äußerlich und vorübergehend mit ihr verbunden ist, fordert Plotin dazu auf, das Streben nach körperlichen Lüsten zu vermeiden. Generell betrachtet er die irdischen Schicksale mit distanzierter Gelassenheit und vergleicht die Wechselfälle des Lebens mit der Inszenierung eines Theaterstücks. Kein Ereignis hält er für so wichtig, dass es einen legitimen Grund zum Aufgeben der gleichmütigen Grundhaltung des Philosophen böte. Äußere Güter sind für das Glück (Eudaimonie) belanglos, da sie es nicht steigern können; das Glück beruht vielmehr ausschließlich auf dem „vollkommenen Leben“, der optimal verwirklichten philosophischen Lebensweise.
Das Schlechte und damit auch das im moralischen Sinne Böse – für beides wurde im Altgriechischen das Wort to kakón verwendet – weist kein eigenes Sein auf, sondern ist nur Abwesenheit des Guten. Die Abwesenheit des Guten ist niemals absolut; sie ist nur eine größere oder geringere Einschränkung seiner Wirksamkeit, denn die Einwirkung des Guten erreicht sogar die Materie. Daher ist das Böse keine eigenständige Macht, sondern etwas Nichtiges, Bedürftiges und Kraftloses. Es wird überwunden, indem man die Aufmerksamkeit unablässig auf das Gute richtet.
Große Bedeutung misst Plotin der Willensfreiheit zu. Er betont, dass die Tätigkeiten der Seele nicht von Natur aus Wirkungen oder Glieder äußerer Ursachenverkettungen seien. Vielmehr bezieht die Seele die Kriterien ihrer Entscheidungen aus sich selbst. Nur durch ihre Verbindung mit dem Körper unterliegt sie äußeren Zwängen und auch davon ist ihr Handeln nur teilweise betroffen. Ihrer Natur nach ist sie ein selbstbestimmtes Wesen. Die Willensfreiheit sieht Plotin nicht in der Fähigkeit, willkürlich zwischen verschiedenen Optionen zu wählen, also keiner Determination unterworfen zu sein. Vielmehr besteht Willensfreiheit darin, dass man in der Lage ist, gerade das zu tun, wonach das eigene Wesen des Handelnden spontan strebt, wenn er keinem äußeren Druck und keinem Irrtum unterliegt. Das nicht willkürliche, aber spontane Handeln, mit dem die Seele gemäß ihrer geistigen Natur konsequent ihrer eigenen Einsicht folgt, ist Ausdruck ihrer Autarkie (Selbstgenügsamkeit). Sie fügt sich nicht in eine bereits bestehende Kausalität ein, sondern setzt selbst den Anfang einer Ursachenreihe. Dieser Überzeugung folgend wendet sich Plotin gegen deterministische und fatalistische Lehren, die das menschliche Schicksal als Ergebnis äußerer Einwirkungen auffassen. Insbesondere bekämpft er ein astrologisches Weltbild, das die menschlichen Charaktereigenschaften und Schicksale auf Einwirkungen der Gestirne zurückführt und damit die Freiheit der Seele beschränkt. Einen Einfluss der Sterne räumt er zwar ein, doch hält er ihn für unwesentlich. Die Möglichkeit eines blinden Zufalls verneint er, da nichts in der Welt willkürlich geschehe, sondern alles wohlgeordnet sei.
Eine Selbsttötung lehnt Plotin im Allgemeinen ab. Er begründet dies damit, dass das Motiv zu einer solchen Tat in der Regel mit Affekten zusammenhänge, denen sich der Philosoph nicht unterwerfen solle. Außerdem schneide man sich damit noch vorhandene Entwicklungsmöglichkeiten ab. Nur in Sonderfällen, etwa wenn Geistesverwirrung droht, hält er den freiwillig gewählten Tod für einen Ausweg, der zu erwägen ist.

### Die Seele in der Körperwelt
Plotin geht davon aus, dass jede Seele aufgrund ihrer immateriellen Beschaffenheit in der geistigen Welt, der sie entstammt, beheimatet ist. Sie hat aber die Möglichkeit, in die Körperwelt hinabzusteigen und sich dort mit einem Körper zu verbinden, den sie dann lenkt und als Werkzeug benutzt. In dieser Rolle kann sie wiederum wählen, ob sie ihre Aufmerksamkeit und ihr Streben überwiegend auf das rein Geistige richten oder sich an körperbezogenen Zielen orientieren will. Auf der Erde findet sie materielle Abbilder der Ideen vor, die sie an ihre Heimat erinnern und daher verlockend sind. Diese Abbilder sind allerdings im Gegensatz zu den zeitlosen Ideen vergänglich und daher trügerisch. Außerdem sind sie als Abbilder im Vergleich mit ihren Urbildern stets sehr unvollkommen.
Die Verbindung der Seele mit dem Körper fasst Plotin nicht im gängigen Sinne so auf, dass die Seele sich im Körper aufhält und ihn bewohnt, sondern er meint umgekehrt, dass sie den Körper umschließt. Beim Tod des Körpers verlässt ihn die Seele. Die Trennung vom Körper bedeutet aber für die Seele keinen Abschied von der Körperwelt, denn nach der platonischen Seelenwanderungslehre sucht sie sich einen neuen Körper. Dies kann nach Plotins Meinung auch ein tierischer oder sogar ein pflanzlicher Körper sein. So reiht sich eine Wiedergeburt an die andere. Grundsätzlich hat die Seele aber die Möglichkeit, diesen Kreislauf zu unterbrechen und aus der Körperwelt in ihre geistige Heimat zurückzukehren.

#### Der Abstieg der Seele
Eine zentrale Rolle spielt im Denken Plotins die Frage, warum sich eine Seele jemals dafür entscheidet, ihren naturgemäßen Ort in der geistigen Welt zu verlassen und sich ins Exil zu begeben. Die Verbindung mit einem Körper unterwirft sie einer Vielzahl von Beschränkungen und Nachteilen, die für sie naturwidrig sind, und ist daher erklärungsbedürftig. Plotin bemüht sich eingehend um eine Erklärung. Der Abstieg der Seelen aus der geistigen Welt in die Körperwelt und ihre mögliche Rückkehr ist das Kernthema seiner Philosophie. Er fragt nach den Ursachen und Bedingungen beider Vorgänge.
Die Erklärungen und Einschätzungen des Abstiegs, die er findet und in seinen Schriften erörtert, vermitteln kein einheitliches Bild. Generell bewertet er jede Wendung zu einem niederen Zustand negativ. Das Höhere ist stets das Erstrebenswerte und alles strebt von Natur aus dem Guten zu. Dass die konsequente Abwendung vom Körperlichen und Hinwendung zum Geistigen und der Aufstieg in die Heimatregion das Ziel der Seele sein soll, steht für Plotin unzweifelhaft fest. Ausdrücklich äußert er seine Ansicht, wonach es für die Seele besser ist, ihre Bindungen an die Körperwelt zu lösen und aus dem irdischen Dasein auszuscheiden; damit erlangt sie Glückseligkeit. Das Leben mit dem Körper ist für sie ein Übel, die Trennung von ihm etwas Gutes, der Abstieg der Beginn ihres Unheils. Porphyrios berichtet von seinem Eindruck, dass Plotin sich schämte, einen Leib zu haben. Solche Äußerungen scheinen die Folgerung nahezulegen, dass der Abstieg der Seele naturwidrig und ein Fehler ist, der rückgängig gemacht werden sollte. Diese Konsequenz zieht Plotin aber nicht, denn sie widerspricht seiner Grundüberzeugung, dass die bestehende Weltordnung vollkommen und naturnotwendig ist. Im Rahmen einer durchgängig vollkommenen Weltordnung muss auch der Aufenthalt der Seele in einer ihr eigentlich fremden Umwelt einen Sinn haben. Diesen Sinn bemüht er sich zu finden.
Die Lösung findet er in der Annahme, dass das, was für die einzelne Seele ein Übel ist, unter dem übergeordneten Aspekt der kosmischen Gesamtordnung sinnvoll und notwendig ist. Die Seele erleidet durch ihren Abstieg eine beträchtliche Einbuße an Wissen und Erkenntnisfähigkeiten. Sie vergisst dabei ihre Herkunft und ihr eigenes Wesen und setzt sich vielen Nöten aus. Aber die Körperwelt profitiert dabei, denn sie erhält durch die Anwesenheit der Seele Anteil am Leben und an der geistigen Welt. Solche Teilhabe kann ihr nur die Seele vermitteln, da die Seele die einzige Instanz ist, die als Angehörige des Grenzbereichs zwischen der geistigen und der physischen Welt die Verbindung zwischen den beiden Teilen der Gesamtwirklichkeit herstellen kann. In einer vollkommenen Gesamtordnung muss auch der niedrigste Bereich des Ganzen soweit vervollkommnet werden, wie dies überhaupt möglich ist. Diese Aufgabe fällt den Seelen zu, die sich damit an der Fürsorge für das All beteiligen. Daher können und sollen sich die Seelen nicht endgültig von der körperlichen Existenzweise befreien. Eine Rückkehr in die geistige Heimat kann nur vorübergehend sein, denn die Körperwelt bedarf immer der Beseelung, und zwar nicht nur durch die Weltseele und die Gestirnseelen, sondern auch durch die einzelnen Seelen auf der Erde. Der Abstieg der Seelen ist im Rahmen der gesamten Weltordnung eine Notwendigkeit, doch werden sie nicht von einer äußeren Macht dazu gezwungen, sondern folgen einem inneren Drang. Der Faktor, der sie dabei motiviert, ist ihre Kühnheit oder Dreistigkeit (tólma). Wenn die Seelen absteigen, wenden sie sich nicht grundsätzlich vom Guten ab und dem Schlechten bzw. Schlechteren zu. Sie streben weiterhin stets nach dem Guten, doch suchen sie es nunmehr in Bereichen, wo es in geringerem Maße hervortreten kann.
Daneben trägt Plotin noch weitere Argumente für seine Annahme vor, dass der Abstieg der Seelen in die Körperwelt kein Fehler in der Weltordnung ist. Die Seele ist von Natur aus so veranlagt, dass sie sowohl in der geistigen als auch in der materiellen Welt leben kann. Daher muss es ihrer Natur entsprechen, diese doppelte Veranlagung auch auszuleben. Indem die Seele im irdischen Dasein Schlechtigkeit erlebt, gewinnt sie höhere Wertschätzung für das Gute. Außerdem kann sie ihre eigenen Kräfte durch die Verbindung mit einem Körper zu einer Wirksamkeit bringen, die in der geistigen Welt mangels Gelegenheit zur Entfaltung ausgeschlossen ist. In der geistigen Welt existieren diese Kräfte nur potenziell und bleiben verborgen, zur Verwirklichung gelangen können sie nur durch die Auseinandersetzung mit der Materie. Die Seele, die in die Körperwelt hinabgestiegen ist, will für sich sein. Sie will etwas anderes als der Geist sein und sich selbst gehören; an ihrer Selbstbestimmung hat sie Freude. Sie begeistert sich für das andersartige Irdische und schätzt es aus Unkenntnis höher als sich selbst.
Dass die Seelen ihrem Drang zum Abstieg folgen, bedeutet für Plotin ein Verschulden, das Leiderfahrung zur Folge hat, doch im Rahmen der Weltordnung ist es sinnvoll und notwendig. Diese Ambivalenz des Abstiegs, den Plotin einerseits als schuldhaft, andererseits als naturnotwendig darstellt, ist ein offenes Problem und hat in der Forschung zu verschiedenen Deutungsversuchen Anlass gegeben.
Eine Besonderheit der Lehre Plotins ist seine Überzeugung, dass sich die Seele nicht in ihrer Gesamtheit, sondern nur teilweise an einen Körper bindet. Sie bewahrt nicht nur durch ihre Denkfähigkeit die Verbindung mit dem Nous, sondern ihr höchster Teil verbleibt immer in der geistigen Welt. Durch diesen höchsten Teil hat sie, auch wenn ihr verkörperter Teil Unheil erleidet, ständig Anteil an der ganzen Fülle der geistigen Welt. Damit erklärt sich für Plotin das Verhältnis der Seele zu den leidvollen Affekten (Gemütserregungen). Die mannigfaltigen Leiden und Unzulänglichkeiten des irdischen Daseins erlebt die Seele mit, aber die Affekte, die dabei entstehen, betreffen sie in Wirklichkeit nicht. Ihrem eigenen Wesen nach und hinsichtlich ihres höchsten Teils ist die Seele frei von Leid. Auch der Körper als solcher kann nicht leiden. Der Träger der Affekte ist der aus dem Leib und dem verkörperten Teil der Seele bestehende Organismus. Er ist auch das Subjekt der Sinneswahrnehmung.

#### Der Aufstieg der Seele
Als Weg zur Befreiung der Seele betrachtet Plotin die philosophische Lebensweise. Auch hier gilt der Grundsatz, dass die Seele dasjenige erlangt oder verwirklicht, dem sie sich zuwendet. Wenn sie sich nach oben orientiert, steigt sie auf. Die Anleitung soll Platons Lehre bieten, die Plotin unter diesem Gesichtspunkt ausbaut. Pflege der Tugenden und unablässige Ausrichtung der Aufmerksamkeit auf den Nous sind Voraussetzungen zur Erreichung des Ziels. Den Antrieb zu diesem Streben verschafft der Seele ihre Sehnsucht nach dem Schönen, denn die Sehnsucht lenkt sie zur Quelle der Schönheit, dem Nous. Das Schöne besteht nicht, wie die Stoiker meinen, in der Symmetrie von Teilen untereinander und zum Ganzen, denn auch Ungeteiltes kann schön sein. Vielmehr ist es eine metaphysische Realität, auf welche das sinnlich wahrnehmbare Schöne als ihr Abbild hinweist. Indem das sinnlich Schöne auf das geistig Schöne hinlenkt, erfreut und erschüttert es die Seele, denn es erinnert sie an ihr eigenes Wesen. Die Schönheit hängt ursächlich mit der Beseeltheit zusammen; alles Lebendige ist durch die bloße Anwesenheit der Seele schöner als alles Leblose, auch wenn ein Bildwerk hinsichtlich der Symmetrie einem lebenden Menschen weit überlegen sein mag. Somit ist die Schönheit im eigentlichen Sinn ein Aspekt der geistigen Welt und unterliegt als solcher nicht einem auf Sinneswahrnehmung gestützten Urteil.
Um das metaphysische Schöne wahrnehmen zu können, muss die Seele sich selbst schön und damit gottähnlich machen, indem sie sich reinigt. Dies geschieht mittels der Tugend, denn die Tugendhaftigkeit ist Ausdruck des Trachtens nach dem Guten und die Annäherung an das Gute führt zugleich auch zum Schönen, da das „Licht“ des Guten die Quelle aller Schönheit ist. Die Seele hat sich durch Hässliches verunreinigt, aber nur äußerlich; wenn sie die Verunreinigung beseitigt, kann ihre bereits vorhandene naturgegebene Schönheit hervortreten. Der Weg führt vom körperlich Schönen, einem sehr unzulänglichen Abbild, zum seelischen Schönen und von dort zum an sich Schönen, das im Geist zu finden ist. Der in jeder Seele vorhandene Eros richtet sich beim unphilosophischen Menschen auf Schönheit in den Sinnesobjekten, beim Philosophen auf die geistige Welt. Noch höher als die Liebe zum metaphysischen Schönen steht die Liebe zum absoluten Guten.
Die Rückkehr der einzelnen Seelen in die geistige Welt bedeutet nicht, dass ihre Individualität durch den Wegfall der Körperlichkeit aufgehoben wird und sie zu einem nicht mehr unterscheidbaren Bestandteil der Weltseele werden. Das Individuationsprinzip (die Ursache der Individualität) ist nämlich für Plotin nicht die Materie, sondern eine Veranlagung zur Individualität als naturgegebenes Merkmal der Einzelseelen.

### Auseinandersetzung mit der Gnosis
Gewöhnlich erörtert Plotin unterschiedliche Positionen ruhig und sachlich. Eine Ausnahme bildet seine Auseinandersetzung mit der Gnosis, die er mit großer Heftigkeit führt. Dazu bemerkt er, eigentlich sei eine noch drastischere Ausdrucksweise angebracht. Er halte sich aber zurück, um einige seiner Freunde, die früher Gnostiker waren und nun als Platoniker unbegreiflicherweise weiterhin auf gnostischen Anschauungen beharrten, nicht zu kränken.
Der Grund für dieses massive Abgrenzungsbedürfnis war, dass Plotin meinte, das Gedankengut der Gnosis sei für seine Schüler eine gefährliche Versuchung. Eine Herausforderung war die Gnosis für den Platonismus, weil einerseits ihr Gedankengut Übereinstimmungen mit dem platonischen aufwies und das gnostische Erlösungsstreben dem Hauptanliegen des Neuplatonismus ähnlich schien, andererseits aber die Gnostiker aus den gemeinsamen Grundannahmen Konsequenzen zogen, die mit dem neuplatonischen Weltbild unvereinbar waren.
Sowohl Gnostiker als auch Neuplatoniker waren der Überzeugung, dass die Bindung an den Körper für die Seele nachteilig sei und dass sie sich von den Verlockungen der Sinnenwelt abwenden und den Aufstieg in ihre geistige Heimat anstreben solle. Die Gnostiker, gegen die sich Plotin wandte, bewerteten diesen Befund aber anders als er. Aus dem Unheil, das der Seele in ihrem irdischen Dasein widerfährt, folgerten sie, der Abstieg in die Körperwelt sei auf einen ursprünglichen Irrtum zurückzuführen. Diese Fehlentscheidung müsse definitiv rückgängig gemacht werden. Anzustreben sei eine endgültige Befreiung von dem materiellen Elend, das für die Seele widernatürlich sei. Die physische Sphäre sei nicht der unterste Bereich eines ewigen, insgesamt optimalen Universums, sondern das missratene Werk eines irregeleiteten Schöpfers. Der sichtbare Kosmos sei nicht von einer wohlwollenden Vorsehung gelenkt; vielmehr sei er eine feindliche Umwelt, der kein Respekt gebühre.
Gegen diese Kritik an der sichtbaren Welt wandte sich Plotin mit seiner Verteidigung der universalen Ordnung, die auch den sichtbaren Kosmos einschließe. Dieser sei eine göttliche Schöpfung, ein bewundernswerter Bestandteil der bestmöglichen Welt, von Schönheit erfüllt und in seiner Gesamtheit auf das Gute ausgerichtet. Was darin bei oberflächlicher Betrachtung als tadelnswert erscheinen mag, sei in Wirklichkeit notwendig, da in einer hierarchisch abgestuften Welt nicht alles gleichermaßen der Fülle des Seins teilhaftig sein könne. Die Weltordnung sei gerecht, denn jeder erhalte das ihm Gebührende. Ein Beweis für weise göttliche Lenkung sei die Ordnung und Regelmäßigkeit der Vorgänge am Himmel. Die Gnostiker hätten alles, was an ihren Lehren wahr sei, von Platon und den griechischen Philosophen der Frühzeit übernommen, doch ohne deren Erkenntnisse richtig zu verstehen und zu würdigen. Was sie selbst hinzugefügt hätten, das sei unsinnig und frevelhaft. Unmöglich sei es, wie sie wähnten, ohne Anstrengung und philosophisches Bemühen ans Ziel zu gelangen.
Plotin argumentiert innerhalb des Bezugsrahmens seines eigenen Systems, in den er auch die gegnerische Weltsicht einfügt. Seine Beweisführung ist an Leser gerichtet, die seine Grundposition teilen.

### Logik
In der Logik übt Plotin Kritik an der Kategorienlehre des Aristoteles, da sie ihrem Anspruch, eine universal gültige Einteilung des Seienden zu bieten, nicht gerecht werde. Er macht geltend, dass dieses System nur für die Beschreibung der sinnlich wahrnehmbaren Welt ersonnen sei; auf die weitaus wichtigere geistige Welt sei das aristotelische Schema der zehn Kategorien nicht anwendbar. Die Kategorie Ousia (Substanz, wörtlich „Seiendheit“) könne wegen der prinzipiellen Verschiedenheit der geistigen und der physischen Seinsweise nicht beide umfassen. Es fehle eine Definition dieser Kategorie, die ein besonderes Merkmal des Seins angibt, das bei allen Arten von Sein gleichermaßen vorliegt. Die Kategorie der Relation sei teils von den Ideen hervorgebracht, teils erst mit dem menschlichen Denken entstanden und daher für die Ideenwelt ungeeignet. Die Kategorien des Qualitativen, des Orts, der Lage, der Zeit, des Tuns, des Erleidens und des Habens seien für die geistige Welt unbrauchbar, da diesen Begriffen dort nichts entspreche. Außerdem seien die zehn Kategorien des Aristoteles bloße Aussageweisen und nicht die höchsten Gattungen des Seienden. Damit wendet sich Plotin gegen die Überzeugung des Aristoteles, dass das Sein in den verschiedenen Formen der Aussage selbst erscheint. Er betont den Unterschied zwischen dem Sein und dessen diskursivem Ausdruck.
Für die geistige Welt nimmt Plotin ein Schema von fünf statt zehn Kategorien an: Seiendheit (ousía), Bewegung (kínēsis), Veränderungslosigkeit (stásis), Identität (tauton) und Verschiedenheit (heteron). Diese entsprechen den „größten Gattungen“ (megista genê), die Platon in seinem Dialog Sophistes benennt. Die Bewegung hält Plotin für eine Notwendigkeit in der geistigen Welt, da sie ein Wesensmerkmal des Lebendigen und für das Denken erforderlich sei – das Seiende sei „nichts Totes“. Für die Sinnenwelt seien andere Kategorien erforderlich, nicht wie Aristoteles meinte zehn, sondern ebenfalls nur fünf: Seiendheit im uneigentlichen Sinn (wobei „Werden“ eine angemessenere Bezeichnung wäre), Quantität, Qualität, Relation und Bewegung. Von Seiendheit könne man hier im eigentlichen Sinne nicht sprechen, da das physisch „Seiende“ nur eine variable Verbindung von Materie und Gestalt (Qualitäten) sei. Ort und Zeit seien der Relation zuzurechnen, die Lage gehöre zum Ort. Tun und Erleiden seien keine eigenen Kategorien, sondern nur Spezialfälle von Veränderung und damit zur Kategorie Bewegung gehörig. Die Kategorie Haben erübrige sich.
Auch die stoische Kategorienlehre kritisiert Plotin detailliert. Insbesondere hält er es für unsinnig, eine Oberkategorie „Etwas“ (ti) anzunehmen, denn sie sei heterogen und umfasse Wesensverschiedenes (Körperliches und Unkörperliches, Seiendes und Werdendes).

## Rezeption

### Antike
Für Plotins Nachruhm und die Nachwirkung seines Lebenswerks wurden die Bemühungen des Porphyrios, seines weitaus berühmtesten Schülers, wegweisend. Porphyrios schrieb eine Biografie seines Lehrers, in der er berichtete, nach Plotins Tod habe Amelios das Orakel von Delphi über das Schicksal der Seele des Verstorbenen befragt und dabei erfahren, sie sei in ein Reich der Seligen aufgenommen worden. Indem Porphyrios die Schriften seines Lehrers ordnete, redigierte und veröffentlichte, rettete er sie für die Nachwelt. Er stellte auch eine Sammlung von Zitaten und paraphrasierten Aussagen Plotins zusammen, die „Sentenzen, die zum Intelligiblen führen“. Außerdem verfasste er Erläuterungen (hypomnḗmata) zu Schriften Plotins und nahm auch in anderen seiner zahlreichen Werke auf dessen Lehren Bezug. Damit hatte Porphyrios einen maßgeblichen Anteil am Fortleben der von Plotin begründeten neuen Schulrichtung, die heute „Neuplatonismus“ genannt wird.
Allerdings verwarf Porphyrios manche Positionen Plotins. Insbesondere lehnte er die Kritik seines Lehrers am Kategoriensystem des Aristoteles ab und trug damit wesentlich dazu bei, dass sie im spätantiken Neuplatonismus wenig Anklang fand und die mittelalterliche Logik nicht beeinflussen konnte. Im Unterschied zu Plotin hielt Porphyrios eine endgültige Trennung der Seele von der materiellen Welt für möglich und erstrebenswert. Damit kam er der christlichen Erlösungsvorstellung näher als sein Lehrer. Andererseits übte er mit seiner Streitschrift „Gegen die Christen“ heftige Kritik am Christentum und löste damit bei den Kirchenvätern scharfe Reaktionen aus; den Anstoß zu diesem Vorgehen hatte ihm Plotin gegeben.
Amelios Gentilianos, der zweitbekannteste Schüler Plotins, stellte seine Aufzeichnungen aus dessen Lehrveranstaltungen zusammen. Als er in den Osten des Römischen Reichs übersiedelte, nahm er diese auf etwa hundert Bücher angewachsene Sammlung mit. Sie erlangte eine gewisse Verbreitung. Der erst in Athen lehrende, später im Reich von Palmyra als Berater der dortigen Herrscherin Zenobia tätige Platoniker Longinos ließ Abschriften von Amelios’ Exemplaren der Schriften Plotins anfertigen. Obwohl Longinos die meisten Grundannahmen des Neuplatonismus verwarf, äußerte er seinen tiefen Respekt für Plotins philosophische Arbeitsweise.
Im Osten lebte und lehrte auch Iamblichos, der prominenteste Schüler des Porphyrios. Er widersprach verschiedenen Ansichten seines Lehrers nachdrücklich und gab damit der weiteren Entwicklung des Neuplatonismus wiederum eine etwas andere Richtung. Gegen Plotin wandte sich Iamblichos mit seiner Ablehnung von dessen Ansicht, dass ein Teil der Seele auch während ihres Aufenthalts auf der Erde immer in der geistigen Welt verbleibe und uneingeschränkt deren Fülle genieße. Er argumentierte, dass dann auch der verkörperte Seelenteil der damit verbundenen Seligkeit ständig teilhaftig sein müsste, was aber nicht der Fall sei. Somit verliere die Seele durch ihren Abstieg die Verbindung mit der geistigen Welt. Daher schätzte Iamblichos die Fähigkeit der Seele, sich aus eigener Kraft zu erlösen, nicht so optimistisch ein wie Plotin, sondern hielt eine Bemühung um göttlichen Beistand mittels Theurgie für erforderlich. Spätere Neuplatoniker schlossen sich seiner Ansicht an.
Trotz verbreiteter Ablehnung einzelner Positionen Plotins blieb seine Lehre im spätantiken Neuplatonismus präsent; die Neuplatoniker zitierten ihn in ihren Platon- und Aristoteles-Kommentaren. Seine Schriften wirkten auch indirekt über das umfangreiche, heute großenteils verlorene Œuvre des Porphyrios nach, das zahlreiche Plotin-Zitate enthielt. Macrobius paraphrasierte in seinem Kommentar zu Ciceros Somnium Scipionis Passagen der Enneaden. Im 5. Jahrhundert kommentierte der berühmte Neuplatoniker Proklos die Enneaden; von seinem Werk sind nur einige Fragmente erhalten geblieben. Er würdigte Plotin zwar als bedeutenden Platoniker, verwarf aber seine Lehre von der substanziellen Gleichheit menschlicher und göttlicher Seelen sowie die Identifikation der Materie mit dem Übel schlechthin.
Spätantike Plotin-Zitate wurden oft nicht direkt seinen Werken entnommen, sondern stammten aus zweiter oder dritter Hand. Aus ihrer Häufigkeit kann daher nicht auf entsprechende Verbreitung der Originalwerke geschlossen werden. Manche Zitate enthalten Aussagen, die in den Enneaden nicht bzw. nur in stark abweichender Form zu finden sind. Daher ist in der Forschung vermutet worden, dass sie aus den Aufzeichnungen des Amelios aus Plotins Unterricht stammen. Proklos hat diese Aufzeichnungen nachweislich herangezogen.
Trotz der gewichtigen, von Porphyrios betonten Gegensätze zwischen dem neuplatonischen und dem christlichen Welt- und Menschenbild kam es schon im 4. Jahrhundert zu Annäherungen. Eine wesentliche Rolle spielte dabei der zum Christentum konvertierte Neuplatoniker Gaius Marius Victorinus, der die Enneaden ins Lateinische übersetzte. Seine Übersetzung war möglicherweise unvollständig und ist nicht erhalten geblieben. Der äußerst einflussreiche Kirchenvater Augustinus von Hippo verwendete die lateinische Übersetzung; möglicherweise hatte er auch Zugang zum Originaltext, doch waren seine Griechischkenntnisse mangelhaft. Er setzte sich intensiv mit dem Neuplatonismus plotinischer Prägung auseinander. Auch andere patristische Autoren empfingen von Plotin Anregungen. Der Kirchenvater Ambrosius von Mailand fügte umfangreiche Auszüge aus den Enneaden in einige seiner Werke ein, ohne die Quelle zu nennen. Weitere christliche Schriftsteller, die Plotin zitierten bzw. seine Gedanken oder Formulierungen für ihre Zwecke verwerteten, waren Eusebios von Caesarea, in dessen Praeparatio evangelica sich umfangreiche Enneaden-Zitate befinden, Kyrill von Alexandria, Theodoret, Aineias von Gaza, Synesios von Kyrene und Johannes von Skythopolis. Allerdings beweisen einzelne inhaltliche oder auch wörtliche Übereinstimmungen mit Texten Plotins nicht, dass der betreffende spätantike christliche Autor die Enneaden tatsächlich gelesen hat, denn er kann sich auf Zitate und Inhaltswiedergaben in späterer Literatur gestützt haben.

### Mittelalter
Im Byzantinischen Reich blieb der Originaltext der Enneaden erhalten; er scheint aber im Frühmittelalter wenig Beachtung gefunden zu haben. Erst im 11. Jahrhundert erwachte das Interesse, als Michael Psellos sich um eine Wiederbelebung der neuplatonischen Tradition bemühte. Psellos, ein guter Plotinkenner, verwertete die Enneaden ausgiebig in seinen Werken und fertigte Auszüge aus Proklos’ Enneaden-Kommentar an. Im Spätmittelalter zitierte Nikephoros Gregoras die Enneaden und der aus kirchlicher Sicht argumentierende Gelehrte Nikephoros Choumnos verfasste eine Streitschrift gegen die Seelenlehre Plotins. Im 15. Jahrhundert vertrat der Gelehrte und Philosoph Georgios Gemistos Plethon, ein eifriger Anhänger des Platonismus, einige Lehren Plotins.
In der lateinischsprachigen Gelehrtenwelt des Westens lagen die Schriften Plotins weder griechisch noch in lateinischer Übersetzung vor. Auch der weitaus größte Teil von Porphyrios’ Werken einschließlich der Plotin-Biografie war unbekannt. Daher beschränkte sich die Plotin-Rezeption auf indirekte Einwirkung seines Gedankenguts, die vor allem über die sehr einflussreichen Schriften des Augustinus, des christlichen Neuplatonikers Pseudo-Dionysios Areopagita und des Macrobius erfolgte. Immerhin waren dank Augustinus und Macrobius einige Lehren Plotins bekannt, darunter seine Einteilung der Tugenden. Im 12. Jahrhundert begab sich der Theologe Hugo Etherianus nach Konstantinopel, wo er offenbar die Enneaden lesen konnte; er zitierte sie, wenn auch ungenau, in einem lateinischen theologischen Traktat.
In der arabischsprachigen Welt kursierten arabische Paraphrasen von Teilen der Enneaden, die alle auf ein im 9. Jahrhundert im Umkreis des Philosophen al-Kindī entstandenes, in seiner ursprünglichen Fassung nicht erhaltenes Werk zurückgehen. Der „arabische Plotin“ beeinflusste muslimische und jüdische Denker. Besonders beliebt war eine in einer längeren und einer kürzeren Fassung verbreitete Abhandlung, die unter dem irreführenden Titel „Theologie des Aristoteles“ bekannt ist. Sie enthält weitschweifige Ausführungen, die großenteils Übersetzungen oder Paraphrasen aus den Büchern IV–VI der Enneaden sind, wobei jedoch Plotins Aussagen mit fremdem Material vermischt und teilweise verfälscht sind. Zahlreiche Gelehrte, darunter Avicenna, schrieben arabische Kommentare zur „Theologie“. Ein „Brief über die göttliche Weisheit“, der fälschlich dem Philosophen al-Fārābī zugeschrieben wurde, enthält Paraphrasen von Teilen der fünften Enneade. Auch bei einer fragmentarisch überlieferten Sammlung von Sprüchen, die man auf einen nicht namentlich genannten griechischen Weisheitslehrer (aš-Šayḫ al-Yūnānī) zurückführte, handelt es sich um Material aus den Enneaden. In allen diesen arabisch überlieferten Werken wird Plotin nirgends als Urheber des Gedankenguts genannt. Sein Name kommt im mittelalterlichen arabischen Schrifttum sehr selten vor.

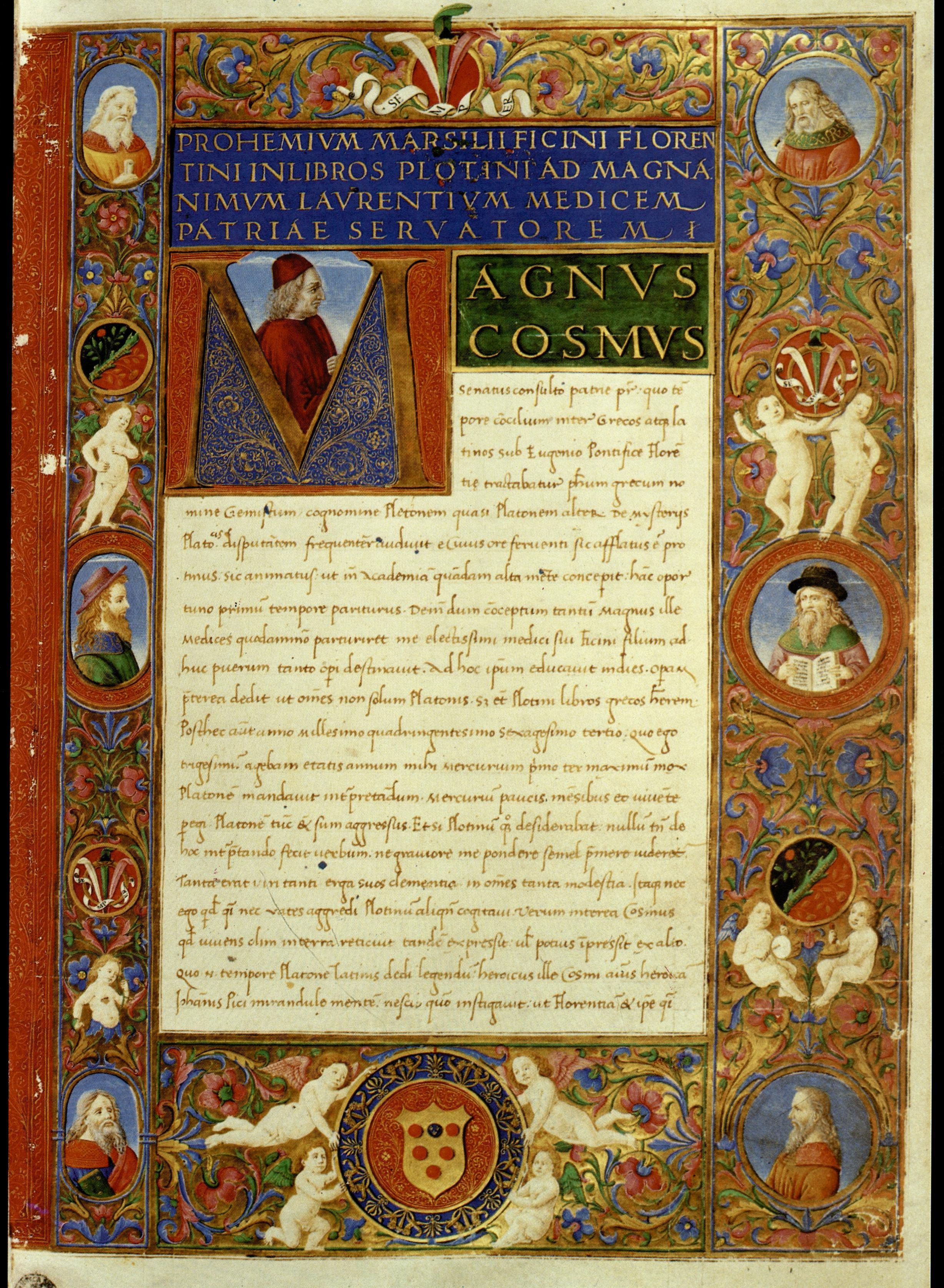
Der Anfang von Marsilio Ficinos Vorrede zu seiner lateinischen Übersetzung der Enneaden im Widmungsexemplar für Lorenzo il Magnifico. Handschrift Florenz, Biblioteca Medicea Laurenziana, Plut. 82.10, fol. 3r. Buchmalerei von Attavante degli Attavanti

### Frühe Neuzeit
In der Renaissance beschränkte sich die Plotinkenntnis zunächst weiterhin auf die Zitate bei Augustinus und Macrobius; mehr stand im 14. Jahrhundert Petrarca und noch im 15. Jahrhundert Lorenzo Valla nicht zur Verfügung. Doch schon im ersten Viertel des 15. Jahrhunderts gelang es einigen Humanisten, sich griechische Enneaden-Abschriften zu verschaffen. Zu ihnen gehörten Giovanni Aurispa, Francesco Filelfo und Palla Strozzi. Eine intensive Plotin-Rezeption setzte jedoch erst gegen Ende des 15. Jahrhunderts ein. Dabei war die Arbeit von Marsilio Ficino bahnbrechend. Ficino übersetzte die Enneaden 1484–1486 ins Lateinische und schrieb anschließend einen Kommentar dazu. Die Übersetzung erschien zusammen mit dem Kommentar erstmals 1492 in Florenz im Druck und fand alsbald in humanistischen Kreisen viel Beachtung. In seinem Hauptwerk, der 1482 veröffentlichten „Platonischen Theologie“, machte Ficino Plotins Lehre zum Grundstock seines ontologischen Systems. Auch in seinem Kommentar zu Platons Dialog Symposion verwertete er Gedankengut Plotins. In der Vorrede zu seiner Enneaden-Übersetzung drückte er seine Ansicht, dass Plotin ein vorzüglicher Ausleger Platons sei, drastisch aus: Er schrieb, dass Platons Urteil über Plotin so lauten würde wie die Worte Gottes bei der Verklärung des Herrn: „Dies ist mein geliebter Sohn, an dem ich überall Gefallen finde; auf ihn hört!“ (Mt 17,5 ). Ficinos Freund Giovanni Pico della Mirandola bemerkte in seiner Rede über die Würde des Menschen, bei Plotin, der sich über Göttliches göttlich äußere, gebe es nichts in besonderer Weise zu bewundern, denn er zeige sich von allen Seiten bewundernswert.
1519 erschien in Rom eine lateinische Übersetzung der „Theologie des Aristoteles“, die fortan auch im Westen als authentisches Werk des Aristoteles galt und in Ausgaben von dessen Werken aufgenommen wurde. Dieser Irrtum führte dazu, dass man Aristoteles zu Unrecht eine neuplatonische Denkweise unterstellte. Zwar wurde seine Autorschaft schon im 16. Jahrhundert bestritten, unter anderem von Luther und Petrus Ramus, doch erst 1812 konnte Thomas Taylor zeigen, dass die „Theologie“ auf den Enneaden fußt.
Die erste, sehr fehlerhafte griechische Enneaden-Edition wurde erst 1580 in Basel herausgebracht. Dieser Text blieb bis in die Moderne maßgeblich.

Titelblatt der Erstausgabe der Enneaden, Basel 1580

Im 16. Jahrhundert lieferte Plotins Seelenlehre christlichen Philosophen und Dichtern Argumente für die individuelle Unsterblichkeit der menschlichen Seele. Im späten 16. und im 17. Jahrhundert verminderte sich aber sein Ansehen, das anfangs infolge von Ficinos Autorität sehr groß gewesen war. Resonanz fand seine Philosophie jedoch bei Henry More († 1687) und Ralph Cudworth († 1688), die zur Gruppe der Cambridger Platoniker gehörten. Im 18. Jahrhundert wurde Plotin meist wenig geschätzt: Theologen kritisierten die von Ficino initiierte Verschmelzung von Christentum und Neuplatonismus, Aufklärern waren die religiös-metaphysischen Fragestellungen der antiken Neuplatoniker zumeist fremd. Überdies wurde der Neuplatonismus nun als Sonderphänomen von den älteren Traditionen des Platonismus abgegrenzt und als Verfälschung der Lehre Platons eingestuft. Allerdings setzte sich George Berkeley mit Plotin auseinander und zitierte ihn häufig in seiner Schrift Siris.

### Moderne
Im 19. und 20. Jahrhundert wirkte Plotins Gedankengut vielfältig nach, wobei es sich allerdings oft um eine generelle Rezeption des Neuplatonismus ohne direkten Bezug auf dessen Begründer handelte.

#### Philosophie und Belletristik
Schon im späten 18. Jahrhundert hatte in Deutschland vereinzelt ein neues Interesse am Neuplatonismus eingesetzt, das sich um die Jahrhundertwende intensivierte. Novalis begeisterte sich ab 1798 für Plotin. Goethe ließ sich 1805 den griechischen Text der Enneaden besorgen, da er sich für die authentische Terminologie interessierte und mit Ficinos Übersetzung nicht zufrieden war. Besonders beeindruckte Goethe die Bemerkung Plotins: Kein Auge könnte je die Sonne sehen, wenn es nicht sonnenhaft wäre; so sieht auch keine Seele das Schöne, wenn sie nicht schön geworden ist. Dieser Vergleich inspirierte ihn 1805 zu einem auf empedokleischen Vorstellungen beruhenden Gedicht, das er 1828 in den Zahmen Xenien veröffentlichte: Wär’ nicht das Auge sonnenhaft, / Die Sonne könnt’ es nie erblicken; / Läg’ nicht in uns des Gottes eigne Kraft, / Wie könnt’ uns Göttliches entzücken? Carl Friedrich Zelter drückte in einem Brief an Goethe seine Bewunderung für Plotin aus und stellte fest: Er gehört in jedem Falle zu den Unsern. Friedrich Creuzer übersetzte 1805 eine Schrift aus den Enneaden ins Deutsche und trug damit erheblich zur Verbreitung von Plotins Gedankengut bei. 1835 veröffentlichte er in Oxford zusammen mit Georg Heinrich Moser eine neue Gesamtausgabe der Enneaden.

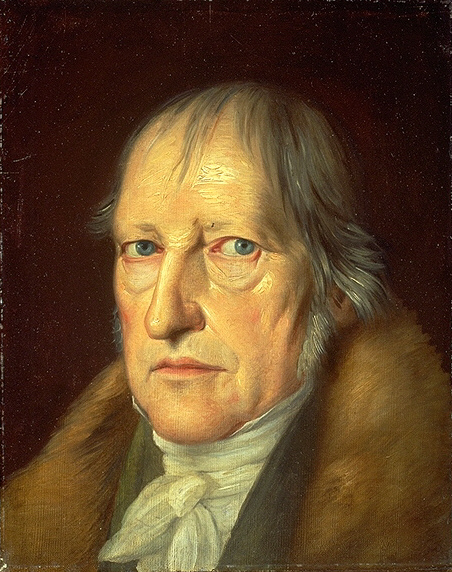
Hegel, porträtiert von Jakob Schlesinger, 1831

Hegel las die Enneaden im griechischen Originaltext; allerdings stand ihm nur die unzulängliche Ausgabe von 1580 zur Verfügung. Er betrachtete die Entstehung des Neuplatonismus als wichtige Zäsur in der Geistesgeschichte, vergleichbar dem Aufkommen des Platonismus und des Aristotelismus. Allerdings hielt er Plotins Lehre für eine Vorstufe seines eigenen Idealismus und verkürzte sie damit. Einen zentralen Aspekt von Plotins Philosophie, die absolute Transzendenz des „überseienden“ Einen, überging Hegel. Für ihn war das mit dem Sein gleichgesetzte Denken das oberste Prinzip und daher der Nous vom Einen nicht verschieden. Indem er die höchstrangige Wirklichkeit als reines Sein bestimmte, bestritt er die für Plotin wichtige völlige Bestimmungslosigkeit des Einen. Er kritisierte, Plotin habe das Hervorgehen des Zweiten (Nous) aus dem Einen nur in Vorstellungen und Bildern ausgedrückt, statt es dialektisch darzustellen, und er habe das, was in Begriffen bestimmt werden sollte, als Wirklichkeit beschrieben. Das Absolute Hegels tritt aus sich heraus und kehrt dann zu sich zurück, was für Plotins unwandelbares Eines unmöglich ist.
Im Unterschied zu Hegel fasst Schelling im Sinne Plotins das Eine (Gott) als „absolute Indifferenz“ auf. Gott geht niemals aus sich heraus, da er sonst nicht absolut und somit nicht Gott wäre. Darin zeigt sich Schellings besondere Nähe zu Plotins Denken, die auch seinen Zeitgenossen auffiel. Allerdings lässt er im Gegensatz zu Plotin das Absolute sich selbst denken. Schellings Emanationsvorstellung knüpft an die plotinische an, doch betrachtet er den Übergang von der Transzendenz zur Immanenz als freien Schöpfungsakt, während Plotin die überzeitlich gedachte Bewegung vom Absoluten zum Hervorgegangenen auf eine gesetzmäßige Notwendigkeit zurückführt. Wie Plotin nimmt Schelling neben der Entfernung vom Ursprung auch eine Gegenbewegung an, die zum Ausgangspunkt zurückführt. Auch hinsichtlich der Deutung der Materie folgt er dem antiken Philosophen.
Verbreitet war eine Beurteilung Plotins unter dem Gesichtspunkt derjenigen Aspekte seiner Philosophie, die Ähnlichkeiten mit dem System Hegels aufweisen. Denker, die Hegel ablehnten, äußerten sich auch über Plotin abfällig. Arthur Schopenhauer kritisierte in seinen Parerga und Paralipomena die Enneaden; er bemängelte, die Gedanken seien nicht geordnet, ihre Darbietung langweilig, weitschweifig und konfus. Plotin sei zwar „keineswegs ohne Einsicht“, doch sei seine Weisheit fremden Ursprungs, sie stamme aus dem Orient. Der Philosoph Franz Brentano, ein Gegner des Deutschen Idealismus, unternahm 1876 in seiner Schrift Was für ein Philosoph manchmal Epoche macht einen scharfen Angriff auf Plotins Lehre, die aus lauter unbewiesenen Behauptungen bestehe.

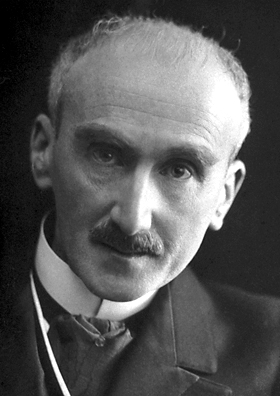
Henri Bergson

In Frankreich trug der Kulturphilosoph Victor Cousin im 19. Jahrhundert viel zur Vertiefung des Interesses an Plotin und am Neuplatonismus bei. Zu den dortigen Denkern, die von Plotin Anregungen empfingen, gehörte vor allem Henri Bergson. Bergsons Urteil über Plotins Philosophie fiel zwiespältig aus: Einerseits teilte er ihr Grundkonzept der Einheit als Ursache für die Existenz jeglicher Vielheit, andererseits hielt er die neuplatonische Geringschätzung der materiellen Welt für verfehlt. Émile Bréhier, Bergsons Nachfolger an der Sorbonne, vertrat die Ansicht, die als objektive metaphysische Lehren formulierten Aussagen Plotins seien in Wirklichkeit Beschreibungen innerer Erlebnisse und Vorgänge. Da Plotin außerstande gewesen sei, psychische Tatsachen anders als auf diese Weise auszudrücken, habe er seine Bewusstseinszustände zu Seinsstufen erhoben. Bréhiers Deutung fand einigen Anklang, doch steht ihr die Einbettung von Plotins Lehre in die Tradition des antiken Platonismus entgegen.
Im Zeitraum von 1787 bis 1834 übersetzte Thomas Taylor die Hälfte der Enneaden ins Englische. Seine Übersetzungen von Schriften antiker Neuplatoniker schufen eine wichtige Voraussetzung für die Popularisierung des Neuplatonismus im englischen Sprachraum. Mit dem Einfluss des Deutschen Idealismus wuchs dort auch das Interesse an Plotin.
Im 20. Jahrhundert setzte sich Karl Jaspers mit Plotin auseinander. Er nannte ihn „eine ewige Gestalt des Abendlandes“ und sein Leben und Denken „eines der großen Beispiele der durch nichts zu hemmenden Kraft der Philosophie“. Andererseits kritisierte er Plotins Missachtung der Geschichtlichkeit als eine Beschränkung. Hans Jonas stellte Plotin in die geistige Strömung der Gnosis hinein. Er meinte, Plotins Philosophie sei eine in Metaphysik transformierte Gnosis. Hugo Fischer verglich Fragestellungen und Perspektiven moderner Philosophie mit der Herangehensweise Plotins.

#### Altertumswissenschaft
Ulrich von Wilamowitz-Moellendorff meinte aus philologischer Sicht, die Enneaden seien ein „unhellenisches“ Werk; ihnen fehle „alles Künstlerische, ja alles Sinnliche, man möchte sagen, alles Körperliche der Sprache“; Plotins Schriftstellerei sei durch „Hingabe allein an das Objekt“ charakterisiert.
Paul Oskar Kristeller betonte das Vorhandensein zweier Aspekte in Plotins Denken, eines „gegenständlichen“ (objektiv-ontologischen) und eines „aktualen“ (subjektbezogenen).
Plotins mangelndes Interesse am staatsphilosophischen Teil der Lehre Platons veranlasste Willy Theiler, das Schlagwort vom „Plato dimidiatus“ (halbierten Platon) zu prägen, der von Plotin rezipiert worden sei; es fehle nicht nur die Politik, sondern „das eigentlich Sokratische“ insgesamt.
Eine modernen Anforderungen genügende kritische Enneaden-Ausgabe ließ lange auf sich warten. Sie wurde erst 1951–1973 von Paul Henry und Hans-Rudolf Schwyzer herausgebracht. In der Forschungsdiskussion des 20. Jahrhunderts spielte die Frage nach Plotins Verhältnis zu den älteren Traditionen des Platonismus eine wichtige Rolle. Hans Joachim Krämer betonte in seiner Untersuchung Der Ursprung der Geistmetaphysik (1964) die Übereinstimmungen zwischen Plotins Lehren und denen früherer Platoniker bis zurück in die Zeit der „Alten Akademie“. Kontrovers diskutiert wird die Frage nach dem Ausmaß von Plotins Eigenständigkeit.

#### Ehrungen
Der 1971 entdeckte Asteroid (6616) Plotinos ist nach dem Philosophen benannt.

## Textausgaben, Kommentare und Übersetzungen
- Paul Henry, Hans-Rudolf Schwyzer (Hrsg.): Plotini opera. Desclée de Brouwer, Paris 1951–1973 (kritische Standardausgabe)
  - Band 1: Porphyrii vita Plotini. Enneades I–III. 1951
  - Band 2: Enneades IV–V. Plotiniana Arabica. 1959 (die Plotiniana Arabica in englischer Übersetzung von Geoffrey Lewis)
  - Band 3: Enneas VI. 1973
- Richard Harder: Plotins Schriften. Meiner, Hamburg 1956–1971, Neudruck 2004; Bände 2–5b und 6: Neubearbeitung von Rudolf Beutler und Willy Theiler (Übersetzung mit griechischem Text; Anordnung chronologisch, nicht nach der Enneadenordnung)
  - Band 1: Die Schriften 1–21 der chronologischen Reihenfolge. Teilband a: Text und Übersetzung, Teilband b: Anmerkungen. 1956
  - Band 2: Die Schriften 22–29 der chronologischen Reihenfolge. Teilband a: Text und Übersetzung, Teilband b: Anmerkungen. 1962
  - Band 3: Die Schriften 30–38 der chronologischen Reihenfolge. Teilband a: Text und Übersetzung, Teilband b: Anmerkungen. 1964
  - Band 4: Die Schriften 39–45 der chronologischen Reihenfolge. Teilband a: Text und Übersetzung, Teilband b: Anmerkungen. 1967
  - Band 5: Die Schriften 46–54 der chronologischen Reihenfolge. Teilband a: Text und Übersetzung, Teilband b: Anmerkungen, Teilband c: Anhang: Porphyrios, Über Plotins Leben und über die Ordnung seiner Schriften. 1958–1960
  - Band 6: Indices. 1971, ISBN 3-7873-0259-X
- Plotin: Œuvres complètes. Les Belles Lettres, Paris (kritische Edition mit französischer Übersetzung)
  - Band 1,1: Introduction. Traité 1 (I 6), Sur le beau. Hrsg. von Jean-Marc Narbonne u. a. 2012, ISBN 978-2-251-00566-9.
  - Band 2,3: Traités 30 à 33 (III.8, V.8, V.5 et II.9). Hrsg. von Lorenzo Ferroni u. a. 2021, ISBN 978-2-251-00629-1.
- Paul Kalligas, The Enneads of Plotinus: A Commentary. Volume 1, Enneads I–III. Translated by E. Key Fowden and N. Pilavachi. Princeton University Press, Princeton 2014. – Rezension von Dominic O’Meara, in: Notre Dame Philosophical Reviews 2015.02.10
- Lloyd P. Gerson (Hrsg.): Plotinus. The Enneads. Translated by George Boys-Stones, John M. Dillon, Lloyd P. Gerson, Richard A. H. King, Andrew Smith and James Wilberding. Cambridge University Press, Cambridge 2018.
- John M. Dillon, Andrew Smith (Hrsg.): The Enneads of Plotinus. With Philosophical Commentaries. Parmenides Publishing, Las Vegas (englische Übersetzung).
  - Plotinus, Ennead I.1: What is the Living Thing? What is Man? Hrsg. von Gerard O’Daly. 2017, ISBN 978-1-930972-98-8.
  - Plotinus, Ennead I.5: On Whether Well-Being Increases with Time. Hrsg. von Danielle A. Layne. 2024, ISBN 978-1-73353-574-8.
  - Plotinus, Ennead I.6: On Beauty. Hrsg. von Andrew Smith. 2016, ISBN 978-1-930972-93-3.
  - Plotinus, Ennead II.4: On Matter. Hrsg. von A. A. Long. 2022, ISBN 978-1-7335357-6-2.
  - Plotinus, Ennead II.5: On What Is Potentially and What Actually. Hrsg. von Cinzia Arruzza. 2015, ISBN 978-1-930972-63-6.
  - Plotinus, Ennead II.9: Against the Gnostics. Hrsg. von Sebastian Gertz. 2017, ISBN 978-1-930972-37-7.
  - Plotinus, Ennead III.4: On Our Allotted Guardian Spirit. Hrsg. von Wiebke-Marie Stock. 2020, ISBN 978-1-7335357-0-0.
  - Plotinus, Ennead IV.3–4.29: Problems Concerning the Soul. Hrsg. von John M. Dillon und H. J. Blumenthal. 2015, ISBN 978-1-930972-89-6.
  - Plotinus, Ennead IV.4.30–45 & IV.5 (Ennead IV.1.1–2 & IV.2 in Appendix). Hrsg. von Gary M. Gurtler. 2015, ISBN 978-1-930972-69-8.
  - Plotinus, Ennead IV.7: On the Immortality of the Soul. Hrsg. von Barrie Fleet. 2016, ISBN 978-1-930972-95-7.
  - Plotinus, Ennead IV.8: On the Descent of the Soul Into Bodies. Hrsg. von Barrie Fleet. 2012, ISBN 978-1-930972-77-3.
  - Plotinus, Ennead V.1: On the Three Primary Levels of Reality. Hrsg. von Eric D. Perl. 2015, ISBN 978-1-930972-91-9.
  - Plotinus, Ennead V.5: That the Intelligibles are not External to the Intellect, and on the Good. Hrsg. von Lloyd P. Gerson. 2013, ISBN 978-1-930972-85-8.
  - Plotinus, Ennead V.8: On Intelligible Beauty. Hrsg. von Andrew Smith. 2018, ISBN 978-1-930972-65-0.
  - Plotinus, Ennead VI.4 & VI.5: On the Presence of Being. One and the Same, Everywhere as a Whole. Hrsg. von Eyjólfur Emilsson und Steven Strange. 2015, ISBN 978-1-930972-34-6.
  - Plotinus, Ennead VI.8: On the Voluntary and on the Free Will of the One. Hrsg. von Kevin Corrigan und John D. Turner. 2017, ISBN 978-1-930972-39-1.
  - Plotinus, Ennead VI.9: On the Good or the One. Hrsg. von Stephen R. L. Clark. 2020, ISBN 978-1-7335357-2-4.